# الطواف النسائي للاتحاد الدولي لكرة المضرب – 2013 (يوليو–سبتمبر)
الطواف النسائي للاتحاد الدولي لكرة المضرب هي نسخة عام 2013 من الجولة الثانية في لعبة كرة المضرب للمحترفات. تنظمها الاتحاد الدولي لكرة المضرب وهي درجة أقل من جولة رابطة محترفات التنس. يتضمن الطواف العالمي لكرة المضرب النسائية برعاية الاتحاد الدولي لكرة المضرب بطولات بجوائز مالية تتراوح من $15،000 إلى $100،000.

## المواسم
| مواسم الطواف العالمي لكرة المضرب النسائية برعاية الاتحاد الدولي لكرة المضرب | مواسم الطواف العالمي لكرة المضرب النسائية برعاية الاتحاد الدولي لكرة المضرب | مواسم الطواف العالمي لكرة المضرب النسائية برعاية الاتحاد الدولي لكرة المضرب | مواسم الطواف العالمي لكرة المضرب النسائية برعاية الاتحاد الدولي لكرة المضرب | مواسم الطواف العالمي لكرة المضرب النسائية برعاية الاتحاد الدولي لكرة المضرب | مواسم الطواف العالمي لكرة المضرب النسائية برعاية الاتحاد الدولي لكرة المضرب | مواسم الطواف العالمي لكرة المضرب النسائية برعاية الاتحاد الدولي لكرة المضرب | مواسم الطواف العالمي لكرة المضرب النسائية برعاية الاتحاد الدولي لكرة المضرب | مواسم الطواف العالمي لكرة المضرب النسائية برعاية الاتحاد الدولي لكرة المضرب | مواسم الطواف العالمي لكرة المضرب النسائية برعاية الاتحاد الدولي لكرة المضرب |
| تسعينيات القرن العشرين                                                      | تسعينيات القرن العشرين                                                      | تسعينيات القرن العشرين                                                      | تسعينيات القرن العشرين                                                      | تسعينيات القرن العشرين                                                      | تسعينيات القرن العشرين                                                      | تسعينيات القرن العشرين                                                      | تسعينيات القرن العشرين                                                      | تسعينيات القرن العشرين                                                      | تسعينيات القرن العشرين                                                      |
| --------------------------------------------------------------------------- | --------------------------------------------------------------------------- | --------------------------------------------------------------------------- | --------------------------------------------------------------------------- | --------------------------------------------------------------------------- | --------------------------------------------------------------------------- | --------------------------------------------------------------------------- | --------------------------------------------------------------------------- | --------------------------------------------------------------------------- | --------------------------------------------------------------------------- |
| 1994                                                                        | 1995                                                                        | 1995                                                                        | 1996                                                                        | 1997                                                                        | 1998                                                                        | 1999                                                                        |                                                                             |                                                                             |                                                                             |
| العقد الأول من القرن 21                                                     |                                                                             |                                                                             |                                                                             |                                                                             |                                                                             |                                                                             |                                                                             |                                                                             |                                                                             |
| 2000                                                                        | 2001                                                                        | 2002                                                                        | 2003                                                                        | 2004                                                                        | 2005                                                                        | 2006                                                                        | 2007                                                                        | 2008 الربع الأول · الربع الثاني · الربع الثالث                              | 2009                                                                        |
| العقد الثاني من القرن 21                                                    |                                                                             |                                                                             |                                                                             |                                                                             |                                                                             |                                                                             |                                                                             |                                                                             |                                                                             |
| 2010 الربع الأول · الربع الثاني · الربع الثالث · الربع الرابع               | 2011 الربع الأول · الربع الثاني · الربع الثالث · الربع الرابع               | 2012 الربع الأول · الربع الثاني · الربع الثالث · الربع الرابع               | 2013 الربع الأول · الربع الثاني · الربع الثالث · الربع الرابع               | 2014 الربع الأول · الربع الثاني · الربع الثالث · الربع الرابع               | 2015 الربع الأول · الربع الثاني · الربع الثالث · الربع الرابع               | 2016 الربع الأول · الربع الثاني · الربع الثالث · الربع الرابع               | 2017 الربع الأول · الربع الثاني · الربع الثالث · الربع الرابع               | 2018 الربع الأول · الربع الثاني · الربع الثالث · الربع الرابع               | 2019 الربع الأول · الربع الثاني · الربع الثالث · الربع الرابع               |
| العقد الثالث من القرن 21                                                    |                                                                             |                                                                             |                                                                             |                                                                             |                                                                             |                                                                             |                                                                             |                                                                             |                                                                             |
| 2020 الربع الأول · الربع الثاني · الربع الثالث · الربع الرابع               | 2021 الربع الأول · الربع الثاني · الربع الثالث · الربع الرابع               | 2022 الربع الأول · الربع الثاني · الربع الثالث · الربع الرابع               | 2023 الربع الأول · الربع الثاني · الربع الثالث · الربع الرابع               | 2024 الربع الأول · الربع الثاني · الربع الثالث · الربع الرابع               | 2025 الربع الأول · الربع الثاني · الربع الثالث · الربع الرابع               |                                                                             |                                                                             |                                                                             |                                                                             |

## المفتاح
| الفئات      | القيمة المالية |
| بطولات W100 | $100,000       |
| بطولات W75  | $75,000        |
| بطولات W50  | $50,000        |
| بطولات W25  | $25,000        |
| بطولات W15  | $15,000        |
| بطولات W10  | $10,000        |

## الأشهر

### يوليو
| الأسبوع        | البطولة | الفائزات                                                 | الوصيفات                                        | المتأهلات لنصف النهائي                     | المتأهلات لربع النهائي                                                           |
| -------------- | --- | -------------------------------------------------------- | ----------------------------------------------- | ------------------------------------------ | -------------------------------------------------------------------------------- |
| 1 يوليو 2013   | كوبير تشالنجر واترلو، كندا ملعب ترابي $50،000 الفردي – الزوجي                                                                     | جوليا غلوشكو 6–1، 6–3                                    | غابرييلا دابروفسكي                              | أنس جابر ساشا جونز                         | شارون فيشمان جيليان أونيل ساتشيا فيكري مونيك أدامكزاك                            |
| 1 يوليو 2013   | كوبير تشالنجر واترلو، كندا ملعب ترابي $50،000 الفردي – الزوجي                                                                     | غابرييلا دابروفسكي شارون فيشمان 7–6(8–6)، 6–3            | ميسا إجوشي إري هوزمي                            | أنس جابر ساشا جونز                         | شارون فيشمان جيليان أونيل ساتشيا فيكري مونيك أدامكزاك                            |
| 1 يوليو 2013   | راينرت أوبن فرسمولد، ألمانيا ملعب ترابي $50،000 الفردي – الزوجي                                                                   | ديناه بفيزينماير 6–4، 4–6، 6–4                           | مارينا زانيفسكا                                 | كلير فويرشتاين إيفون موسبورجر              | ريناتا فوراكوفا كارينا ويثوفت ستيفاني فوجت أنطونيا لوتنير                        |
| 1 يوليو 2013   | راينرت أوبن فرسمولد، ألمانيا ملعب ترابي $50،000 الفردي – الزوجي                                                                   | صوفيا شاباتافا آنا تاتيشفيلي 6–4، 6–4                    | كلير فويرشتاين ريناتا فوراكوفا                  | كلير فويرشتاين إيفون موسبورجر              | ريناتا فوراكوفا كارينا ويثوفت ستيفاني فوجت أنطونيا لوتنير                        |
| 1 يوليو 2013   | FSP Gold River Women's Challenger ساكرامنتو، الولايات المتحدة ملعب صلب $50،000 فردي – زوجي                                        | مايو هيبي 7–5، 6–0                                       | ماديسون برينجل                                  | إيفانا ليسجاك آلي ويل                      | أليسا كليبانوفا بترا رامبري هايدي الطباخ ألكسندرا ستيفنسون                       |
| 1 يوليو 2013   | FSP Gold River Women's Challenger ساكرامنتو، الولايات المتحدة ملعب صلب $50،000 فردي – زوجي                                        | نايومي برودي ستورم سانديرز 6–3، 6–4                      | روبن أندرسون لورين إمبري                        | إيفانا ليسجاك آلي ويل                      | أليسا كليبانوفا بترا رامبري هايدي الطباخ ألكسندرا ستيفنسون                       |
| 1 يوليو 2013   | ساو جوزيه دو ريو بريتو، البرازيل ملعب ترابي $25،000 قرعة المباريات الفردية والزوجية نسخة محفوظة 2013-06-09 على موقع واي باك مشين. | فلورنسيا مولينيرو 0–6، 6–2، 6–3                          | ماريا إيروغيين                                  | لورا بيجوسي فيرونيكا سبيد رويج             | زيمينا هيرموسو ميلين أرويو إدواردا بياي كيه-يو هسو                               |
| 1 يوليو 2013   | ساو جوزيه دو ريو بريتو، البرازيل ملعب ترابي $25،000 قرعة المباريات الفردية والزوجية نسخة محفوظة 2013-06-09 على موقع واي باك مشين. | فيرونيكا سبيد رويج أدريانا بيريز 4–6، 6–4، [11–9]        | ماريا فرناندا ألفاريز تيران ميلين أرويو         | لورا بيجوسي فيرونيكا سبيد رويج             | زيمينا هيرموسو ميلين أرويو إدواردا بياي كيه-يو هسو                               |
| 1 يوليو 2013   | دينين، فرنسا ملعب ترابي $25،000 قرعة المباريات الفردية والزوجية نسخة محفوظة 2013-06-09 على موقع واي باك مشين.                     | تيليانا بيريرا 6–4، 7–5                                  | ألبرتا بريانتي                                  | ساندرا زانيوسكا ميكايلا أونتشوفا           | آنا دانيلينا لورا ثورب أليز ليم كورينا دينتوني                                   |
| 1 يوليو 2013   | دينين، فرنسا ملعب ترابي $25،000 قرعة المباريات الفردية والزوجية نسخة محفوظة 2013-06-09 على موقع واي باك مشين.                     | تاتيانا بوا أرابيلا فيرنانديز رابنر 7–5، 6–2             | لاورا-إيونا أندريه ديا إفتيموفا                 | ساندرا زانيوسكا ميكايلا أونتشوفا           | آنا دانيلينا لورا ثورب أليز ليم كورينا دينتوني                                   |
| 1 يوليو 2013   | ميدلبورخ، هولندا ملعب ترابي $25،000 قرعة المباريات الفردية والزوجية                                                               | إيرينا بافلوفيتش 6–3، 6–4                                | أنجيليك فان دير ميت                             | ديانا مارسنكفيتشا ألكسندرا بانوفا          | كوني بيرين ساندرا روما ليسلي كيرخوفي كريستينا كوكوفا                             |
| 1 يوليو 2013   | ميدلبورخ، هولندا ملعب ترابي $25،000 قرعة المباريات الفردية والزوجية                                                               | فيرونيكا كابشاي كسينيا ألكان 6–3، 6–3                    | فاطمة النبهاني سفيتلالانا بيرازهينكا            | ديانا مارسنكفيتشا ألكسندرا بانوفا          | كوني بيرين ساندرا روما ليسلي كيرخوفي كريستينا كوكوفا                             |
| 1 يوليو 2013   | تورون، بولندا ملعب ترابي $25،000 قرعة المباريات الفردية والزوجية نسخة محفوظة 2014-10-26 على موقع واي باك مشين.                    | بولا كانيا 6–4، 6–4                                      | كاتارزينا بيتر                                  | آنا كارولينا شميدلوفا دينيسا أليرتوفا      | كريستينا دينو ماجدا لينيت دانكا كوفينتش يوليا بيجيلزيمير                         |
| 1 يوليو 2013   | تورون، بولندا ملعب ترابي $25،000 قرعة المباريات الفردية والزوجية نسخة محفوظة 2014-10-26 على موقع واي باك مشين.                    | بولا كانيا ماجدا لينيت 6–2، 4–6، [10–5]                  | يوليا بيجيلزيمير إيلينا بوغدان                  | آنا كارولينا شميدلوفا دينيسا أليرتوفا      | كريستينا دينو ماجدا لينيت دانكا كوفينتش يوليا بيجيلزيمير                         |
| 1 يوليو 2013   | برشيروف، التشيك ملعب ترابي $15،000 قرعة المباريات الفردية والزوجية                                                                | ريكا-لوسا جاني 6–2، 7–6(7–4)                             | إيكاترينا ألكسندروفا                            | فيكتوريا كان أولجا يانتشوك                 | لينكا جريكوفا شانتال شكاملوفا جانا بوزنيخيرينكو بترا كرجسوفا                     |
| 1 يوليو 2013   | برشيروف، التشيك ملعب ترابي $15،000 قرعة المباريات الفردية والزوجية                                                                | بترا كرجسوفا جيسيكا ماليشكوفا 6–1، 4–6، [10–5]           | فيكتوريا كان جانا بوزنيخيرينكو                  | فيكتوريا كان أولجا يانتشوك                 | لينكا جريكوفا شانتال شكاملوفا جانا بوزنيخيرينكو بترا كرجسوفا                     |
| 1 يوليو 2013   | بروكسل، بلجيكا ملعب ترابي $10،000 قرعة المباريات الفردية والزوجية                                                                 | آنا كلاسن 6–3، 6–3                                       | إيفجيني بوشكوفا                                 | ستيفي ديستلمنز نيكولا جوير                 | إلكه ليمانز أناستاسيا فاسيليفا كاميلا روساتيلو ماري بينوا                        |
| 1 يوليو 2013   | بروكسل، بلجيكا ملعب ترابي $10،000 قرعة المباريات الفردية والزوجية                                                                 | آنا كلاسن شارلوت كلاسن 6–1، 6–3                          | ميشائيلا بويف أناستاسيا فاسيليفا                | ستيفي ديستلمنز نيكولا جوير                 | إلكه ليمانز أناستاسيا فاسيليفا كاميلا روساتيلو ماري بينوا                        |
| 1 يوليو 2013   | شرم الشيخ، مصر ملعب صلب $10،000 قرعة المباريات الفردية والزوجية                                                                   | آنا مورجينا 6–4، 6–3                                     | فاليريا بروسيري                                 | مادري لو رو ديسبينا فوغاساري               | نعومي توتكا مي القماش ليودميلا فاسيليفا إليني كوردولايمي                         |
| 1 يوليو 2013   | شرم الشيخ، مصر ملعب صلب $10،000 قرعة المباريات الفردية والزوجية                                                                   | بولينا مونوفا جوليا فاليتوفا 6–1، 7–5                    | فيوليتا ديغتيايفا غانا بيفين                    | مادري لو رو ديسبينا فوغاساري               | نعومي توتكا مي القماش ليودميلا فاسيليفا إليني كوردولايمي                         |
| 1 يوليو 2013   | سولو، إندونيسيا ملعب صلب $10،000 قرعة المباريات الفردية والزوجية                                                                  | لافينيا تانانتا 7–5، 6–4                                 | يومي ميازاكي                                    | كانيكا فايديا أيو فاني دامايانتي           | تشو أيوان تشانغ يوكين ميتشيكا أوزيكي جيسي رومبيس                                 |
| 1 يوليو 2013   | سولو، إندونيسيا ملعب صلب $10،000 قرعة المباريات الفردية والزوجية                                                                  | بياتريس جوموليا جيسي رومبيس 6–2، 6–4                     | ألديلا سوتجيادي تشو أيوان                       | كانيكا فايديا أيو فاني دامايانتي           | تشو أيوان تشانغ يوكين ميتشيكا أوزيكي جيسي رومبيس                                 |
| 1 يوليو 2013   | تودي، إيطاليا ملعب ترابي $10،000 قرعة المباريات الفردية والزوجية                                                                  | أليس بالدوتشي 6–4، 6–3                                   | آني أميراغيان                                   | أليكس كولومبون ديسبينا باباميتشايل         | آنا فلوريس جوليا سوساريلو مارتينا كاريغارو أولغا دوروشينا                        |
| 1 يوليو 2013   | تودي، إيطاليا ملعب ترابي $10،000 قرعة المباريات الفردية والزوجية                                                                  | آني أميراغيان أليس بالدوتشي 6–2، 6–3                     | كلوديا جيوفين يوكو موري                         | أليكس كولومبون ديسبينا باباميتشايل         | آنا فلوريس جوليا سوساريلو مارتينا كاريغارو أولغا دوروشينا                        |
| 1 يوليو 2013   | بروكوبليه، صربيا ملعب ترابي $10،000 قرعة المباريات الفردية والزوجية                                                               | فيكتوريا توموفا 7–6(7–2)، 6–2                            | زينيا كنول                                      | ديانا رايكوفيتش ميلانا سبريمو              | إما ميكولتشيك تياشا شريمبف إنغريد-أليكساندرا رادو داليا زافيروفا                 |
| 1 يوليو 2013   | بروكوبليه، صربيا ملعب ترابي $10،000 قرعة المباريات الفردية والزوجية                                                               | لينا جورشيكا داليا زافيروفا 6–3، 6–0                     | فيكتوريا راجيسيك فيكتوريا توموفا                | ديانا رايكوفيتش ميلانا سبريمو              | إما ميكولتشيك تياشا شريمبف إنغريد-أليكساندرا رادو داليا زافيروفا                 |
| 1 يوليو 2013   | بانكوك، تايلاند ملعب صلب $10،000 قرعة المباريات الفردية والزوجية                                                                  | لو جياجينغ 7–6(8–6)، 7–5                                 | تشانغ لينغ                                      | شيهو أكيتا يورينا كوشينو                   | لي بي تشي أكاري إينو ماكوتو نينوميا وانغ بويان                                   |
| 1 يوليو 2013   | بانكوك، تايلاند ملعب صلب $10،000 قرعة المباريات الفردية والزوجية                                                                  | لو جياجينغ لو جياشيانغ 6–4، 6–4                          | نابابورن تونجسالي سوتشانون فيراتبراسيرت         | شيهو أكيتا يورينا كوشينو                   | لي بي تشي أكاري إينو ماكوتو نينوميا وانغ بويان                                   |
| 1 يوليو 2013   | إسطنبول، تركيا ملعب صلب $10،000 قرعة المباريات الفردية والزوجية                                                                   | نوريا باريزاس دياز 6–1، 6–2                              | كارولين روميو                                   | بولينا ليكينا كريستينا شاكوفيتس            | زوزانا زلوشوفا ساندرا هونيجوفا إليزافيتا كوليتشكوفا دونيا ستامنكوفيتش            |
| 1 يوليو 2013   | إسطنبول، تركيا ملعب صلب $10،000 قرعة المباريات الفردية والزوجية                                                                   | بولينا ليكينا ليدزيا ماروزافا 7–6(7–2)، 7–5              | مارينا كولب نادييا كولب                         | بولينا ليكينا كريستينا شاكوفيتس            | زوزانا زلوشوفا ساندرا هونيجوفا إليزافيتا كوليتشكوفا دونيا ستامنكوفيتش            |
| ۸ يوليو ۲۰۱۳   | Open GDF Suez de Biarritz بياريتز، فرنسا ملعب ترابي $100،000 Singles – Doubles                                                    | ستيفاني فوجت 1–6، 6–3، 6–2                               | آنا كارولينا شميدلوفا                           | لورا ثورب أليز ليم                         | آنه شيفر أولغا سافتشوك ناديا كيتشينوك بولين بارمنتييه                            |
| ۸ يوليو ۲۰۱۳   | Open GDF Suez de Biarritz بياريتز، فرنسا ملعب ترابي $100،000 Singles – Doubles                                                    | يوليا بيجيلزيمير أولغا سافتشوك 2–6، 6–4، [10–8]          | فيرا داشفينا آنا فرلجيتش                        | لورا ثورب أليز ليم                         | آنه شيفر أولغا سافتشوك ناديا كيتشينوك بولين بارمنتييه                            |
| ۸ يوليو ۲۰۱۳   | Beijing International Challenger بكين، الصين ملعب صلب $75،000 Singles – Doubles                                                   | Zhang Shuai 6–2، 6–1                                     | تشو يمياو                                       | ميساكي دوي تشينغ سيساي                     | ليو فانجزو ميكايلا كرايتشيك يوريكا سما Zhou Xiao                                 |
| ۸ يوليو ۲۰۱۳   | Beijing International Challenger بكين، الصين ملعب صلب $75،000 Singles – Doubles                                                   | Liu Chang تشو يمياو 7–6(7–1)، 6–4                        | ميساكي دوي ميكي ميامرا                          | ميساكي دوي تشينغ سيساي                     | ليو فانجزو ميكايلا كرايتشيك يوريكا سما Zhou Xiao                                 |
| ۸ يوليو ۲۰۱۳   | Yakima Regional Hospital Challenger Yakima، الولايات المتحدة ملعب صلب $50،000 Singles – Doubles                                   | نيكول غيبس 6–1، 6–4                                      | إيفانا ليسجاك                                   | ستورم سوندرز جوليا غلوشكو                  | شانيل سيموندز شيلبي روجرز أشلي وينهولد ساتشيا فيكري                              |
| ۸ يوليو ۲۰۱۳   | Yakima Regional Hospital Challenger Yakima، الولايات المتحدة ملعب صلب $50،000 Singles – Doubles                                   | يان أبازا آلي ويل 7–5، 3–6، [10–3]                       | نايومي برودي إيرينا فالكوني                     | ستورم سوندرز جوليا غلوشكو                  | شانيل سيموندز شيلبي روجرز أشلي وينهولد ساتشيا فيكري                              |
| ۸ يوليو ۲۰۱۳   | كامبيناس، البرازيل ملعب ترابي $25،000 قرعة المباريات الفردية والزوجية نسخة محفوظة 2013-06-09 على موقع واي باك مشين.               | ماريا إيروغيين 6–2، 6–2                                  | فيرونيكا سبيد رويج                              | أندريا بينيتيز فلورنسيا مولينيرو           | غابرييلا سي بياتريس حداد مايا كاتالينا بيلا أماندا كاريراس                       |
| ۸ يوليو ۲۰۱۳   | كامبيناس، البرازيل ملعب ترابي $25،000 قرعة المباريات الفردية والزوجية نسخة محفوظة 2013-06-09 على موقع واي باك مشين.               | فيرونيكا سبيد رويج أدريانا بيريز 6–0، 6–1                | فلورنسيا مولينيرو كارولينا زيبالوس              | أندريا بينيتيز فلورنسيا مولينيرو           | غابرييلا سي بياتريس حداد مايا كاتالينا بيلا أماندا كاريراس                       |
| ۸ يوليو ۲۰۱۳   | أشافنبورغ، ألمانيا ملعب ترابي $25،000 قرعة المباريات الفردية والزوجية                                                             | ماشا زيك بشكيريتش 6–4، 6–4                               | دليلا ياكوبوفيتش                                | أنجيليك فان دير ميت إيكاترين جورجودزي      | آنا لينا فريدسام يوليا كالابينا ليسلي كيركوف ليسان فان ريت                       |
| ۸ يوليو ۲۰۱۳   | أشافنبورغ، ألمانيا ملعب ترابي $25،000 قرعة المباريات الفردية والزوجية                                                             | ديمي شورس إيفا واكانو 7–5، 1–6، [14–12]                  | كارولين دانيلز لورا شيدر                        | أنجيليك فان دير ميت إيكاترين جورجودزي      | آنا لينا فريدسام يوليا كالابينا ليسلي كيركوف ليسان فان ريت                       |
| ۸ يوليو ۲۰۱۳   | إسطنبول، تركيا ملعب صلب $25،000 قرعة المباريات الفردية والزوجية نسخة محفوظة 2013-06-09 على موقع واي باك مشين.                     | إليزافيتا كوليتشكوفا 6–3، 4–6، 6–0                       | كاترينا كوزلوفا                                 | تشالا بويوكاكاتشاي بيمرا أوزجن             | ميلاني كلافنير أوكسانا كالاشنيكوفا تارا مور جاسمينا تينجيتش                      |
| ۸ يوليو ۲۰۱۳   | إسطنبول، تركيا ملعب صلب $25،000 قرعة المباريات الفردية والزوجية نسخة محفوظة 2013-06-09 على موقع واي باك مشين.                     | أوكسانا كالاشنيكوفا ليودميلا كيتشينوك 6–2، 4–6، [10–7]   | ألونا فومينا إنجا بريسلان                       | تشالا بويوكاكاتشاي بيمرا أوزجن             | ميلاني كلافنير أوكسانا كالاشنيكوفا تارا مور جاسمينا تينجيتش                      |
| ۸ يوليو ۲۰۱۳   | شرم الشيخ، مصر ملعب صلب $10،000 قرعة المباريات الفردية والزوجية                                                                   | آنا مورجينا 6–1، 6–3                                     | بولين بايت                                      | لين كيرو الهند ماجين                       | أميلي إنترت إيما هايمان دانييل كونوتوبتسيفا جاسمين لادورنر                       |
| ۸ يوليو ۲۰۱۳   | شرم الشيخ، مصر ملعب صلب $10،000 قرعة المباريات الفردية والزوجية                                                                   | كريستي بوكست أبيجيل غوثري 6–1، 6–2                       | آنا مورجينا نعومي توتكا                         | لين كيرو الهند ماجين                       | أميلي إنترت إيما هايمان دانييل كونوتوبتسيفا جاسمين لادورنر                       |
| ۸ يوليو ۲۰۱۳   | تورينو، إيطاليا ملعب ترابي $10،000 قرعة المباريات الفردية والزوجية                                                                | كلوديا جيوفين 4–6، 7–6(8–6)، 6–2                         | فيديريكا دي سارى                                | مارتينا دي جوزيبي أولغا دوروشينا           | أليساندرا سيمونيلي كاميلا روزاتيلو أليس سافورتي أناليزا بونا                     |
| ۸ يوليو ۲۰۱۳   | تورينو، إيطاليا ملعب ترابي $10،000 قرعة المباريات الفردية والزوجية                                                                | أولغا دوروشينا كاميلا روزاتيلو 6–2، 6–1                  | ماريا ماسيني يوكا موري                          | مارتينا دي جوزيبي أولغا دوروشينا           | أليساندرا سيمونيلي كاميلا روزاتيلو أليس سافورتي أناليزا بونا                     |
| ۸ يوليو ۲۰۱۳   | سولو، إندونيسيا ملعب صلب $10،000 قرعة المباريات الفردية والزوجية                                                                  | أيو فاني دامايانتي 7–5، 6–2                              | يومي ميازاكي                                    | ميسا كينوشيتا يومي ناكانو                  | كوتومي تاكاهاتا زهو أيون كاثرين آيب جاي آو                                       |
| ۸ يوليو ۲۰۱۳   | سولو، إندونيسيا ملعب صلب $10،000 قرعة المباريات الفردية والزوجية                                                                  | أيو فاني دامايانتي لافينيا تانانتا 4–6، 6–1، [10–5]      | بياتريس جوموليا جيسي رومبيس                     | ميسا كينوشيتا يومي ناكانو                  | كوتومي تاكاهاتا زهو أيون كاثرين آيب جاي آو                                       |
| ۸ يوليو ۲۰۱۳   | ياش، رومانيا ملعب ترابي $10،000 قرعة المباريات الفردية والزوجية                                                                   | ماري بينوا 3–6، 6–7(0–7)                                 | رالوكا إلينا بلاتون                             | ديانا بوزيان إيلينا-تيودورا كادر           | إيوانا دوكو جورجيانا باتراش أنييف بين سيمونا يونيسكو                             |
| ۸ يوليو ۲۰۱۳   | ياش، رومانيا ملعب ترابي $10،000 قرعة المباريات الفردية والزوجية                                                                   | إيرينا ماريا بارا ديانا بوزيان 2–6، 1–6                  | أنيتا هوسريتش كاتيرينا سليوسار                  | ديانا بوزيان إيلينا-تيودورا كادر           | إيوانا دوكو جورجيانا باتراش أنييف بين سيمونا يونيسكو                             |
| ۸ يوليو ۲۰۱۳   | غوتكسو، إسبانيا ملعب ترابي $10،000 قرعة المباريات الفردية والزوجية                                                                | غايا سانيسي 5–7، 7–5، 5–7                                | تاتيانا بوا                                     | باربارا لوز جاد سوفريجن                    | أندريا لازارو غارسيا جاكلين كاباج أواد جوليا سوساريلو كلوثيلد دي برناردي         |
| ۸ يوليو ۲۰۱۳   | غوتكسو، إسبانيا ملعب ترابي $10،000 قرعة المباريات الفردية والزوجية                                                                | جاكلين كاباج أواد كورنيليا ليستر 2–6، 4–6                | أشلي كير شارلوت رومر                            | باربارا لوز جاد سوفريجن                    | أندريا لازارو غارسيا جاكلين كاباج أواد جوليا سوساريلو كلوثيلد دي برناردي         |
| ۸ يوليو ۲۰۱۳   | بانكوك، تايلاند ملعب صلب $10،000 قرعة المباريات الفردية والزوجية                                                                  | لو جياجينغ 7–5، 3–6، 3–6                                 | كاثرين ويستبيري                                 | ماكوتو نينوميا لو جياشيانغ                 | تشيهيرو نونومي لي بي-تشي أبيتشايا رونغلاركريانغكراي إيزابيلا هولاند              |
| ۸ يوليو ۲۰۱۳   | بانكوك، تايلاند ملعب صلب $10،000 قرعة المباريات الفردية والزوجية                                                                  | لو جياجينغ لو جياشيانغ 6–4، 6–4                          | لي بي-تشي فرنيا وونجتينتشاي                     | ماكوتو نينوميا لو جياشيانغ                 | تشيهيرو نونومي لي بي-تشي أبيتشايا رونغلاركريانغكراي إيزابيلا هولاند              |
| 15 يوليو 2013  | ITS Cup أولوموتس، جمهورية التشيك ملعب ترابي $100،000 Singles – Doubles                                                            | بولونا هيركوج 6–0، 6–3                                   | كاتارزينا بيتر                                  | مارينا زانيفسكا باربورا زاهلافوفا-ستريكوفا | ناديا كيتشينوك ريناتا فوراكوفا كريستينا دينو أليسون فان يوتفانخ                  |
| 15 يوليو 2013  | ITS Cup أولوموتس، جمهورية التشيك ملعب ترابي $100،000 Singles – Doubles                                                            | ريناتا فوراكوفا باربورا زاهلافوفا-ستريكوفا 6–3، 6–4      | مارتينا بوريكا تيريزا ماليكوفا                  | مارينا زانيفسكا باربورا زاهلافوفا-ستريكوفا | ناديا كيتشينوك ريناتا فوراكوفا كريستينا دينو أليسون فان يوتفانخ                  |
| 15 يوليو 2013  | Open 88 كونتركسيفيل كونتركسيفيل، فرنسا ملعب ترابي $50،000 Singles – Doubles                                                       | تيميا باشينسكي 6–1، 6–1                                  | بياتريس غارسيا فيداجاني                         | كونستانس سيبيل آنا كونجوه                  | كلير فويرشتاين فيونا فيرو ساندرا زانيوسكا أنجيليك فان دير ميت                    |
| 15 يوليو 2013  | Open 88 كونتركسيفيل كونتركسيفيل، فرنسا ملعب ترابي $50،000 Singles – Doubles                                                       | فينيسا فورلانيتو أماندين هيس 7–6(7–3)، 6–4               | آنا كونجوه سيلفيا نجيريتش                       | كونستانس سيبيل آنا كونجوه                  | كلير فويرشتاين فيونا فيرو ساندرا زانيوسكا أنجيليك فان دير ميت                    |
| 15 يوليو 2013  | تحدي ولاية أوريغون بورتلاند، الولايات المتحدة ملعب صلب $50،000 فردي – زوجي                                                        | كرامي نارا 3–6، 6–3، 6–3                                 | إليسون ريسك                                     | غريس مين شيلبي روجرز                       | مايو هيبي إريكا سما بريانا مورغان نيكول غيبس                                     |
| 15 يوليو 2013  | تحدي ولاية أوريغون بورتلاند، الولايات المتحدة ملعب صلب $50،000 فردي – زوجي                                                        | إيرينا فالكوني نيكول ميليشار 4–6، 6–3، [10–8]            | سناز ماراند أشلي وينهولد                        | غريس مين شيلبي روجرز                       | مايو هيبي إريكا سما بريانا مورغان نيكول غيبس                                     |
| 15 يوليو 2013  | كامبوس دو جوردواو، البرازيل ملعب صلب $25،000 قرعة المباريات الفردية والزوجية نسخة محفوظة 2013-08-28 على موقع واي باك مشين.        | باولا كريستينا غونسالفيس 3–6، 7–5، 6–1                   | ماريا إيروغيين                                  | شيه-يو هسو فلورنسيا مولينيرو               | ميلين أرويو لورا بيجوسي أدريانا بيريز فيرونيكا سبيد رويج                         |
| 15 يوليو 2013  | كامبوس دو جوردواو، البرازيل ملعب صلب $25،000 قرعة المباريات الفردية والزوجية نسخة محفوظة 2013-08-28 على موقع واي باك مشين.        | باولا كريستينا غونسالفيس ماريا إيروغيين 7–5، 6–3         | ماريا فرناندا ألفاريز تيران ماريا فرناندا ألفيس | شيه-يو هسو فلورنسيا مولينيرو               | ميلين أرويو لورا بيجوسي أدريانا بيريز فيرونيكا سبيد رويج                         |
| 15 يوليو 2013  | تشالنجر بنك الوطنية دي غرانبي غرانبي، كندا ملعب صلب $25،000 فردي – زوجي                                                           | ريسا أوزاكي 0–6، 7–5، 6–2                                | سامانثا موراي                                   | إري هوزمي جولي كوين                        | أوليفيا روجوفسكا شيرازاد بنامار ريكو ساوياناغي ميكي ميامرا                       |
| 15 يوليو 2013  | تشالنجر بنك الوطنية دي غرانبي غرانبي، كندا ملعب صلب $25،000 فردي – زوجي                                                           | لينا ليتفاك كارول تشاو 7–5، 6–4                          | جولي كوين إميلي ويبلي سميث                      | إري هوزمي جولي كوين                        | أوليفيا روجوفسكا شيرازاد بنامار ريكو ساوياناغي ميكي ميامرا                       |
| 15 يوليو 2013  | دارمشتات، ألمانيا ملعب ترابي $25،000 قرعة المباريات الفردية والزوجية نسخة محفوظة 2013-08-28 على موقع واي باك مشين.                | بيترا أوبيرالوفا 7–6(7–3)، 6–4                           | لينا-ماري هوفمان                                | تمارا كورباتش بولينا فينوغرادوفا           | ألكسندرا أرتامونوفا كارين كينيل ناتالي بروزا يانا سيزيكوفا                       |
| 15 يوليو 2013  | دارمشتات، ألمانيا ملعب ترابي $25،000 قرعة المباريات الفردية والزوجية نسخة محفوظة 2013-08-28 على موقع واي باك مشين.                | ألكسندرا أرتامونوفا ناتيلا دزالاميدزه 6–3، 7–6(7–5)      | كريستينا شاكوفيتس ماشا زيك بشكيريتش             | تمارا كورباتش بولينا فينوغرادوفا           | ألكسندرا أرتامونوفا كارين كينيل ناتالي بروزا يانا سيزيكوفا                       |
| 15 يوليو 2013  | إيمولا، إيطاليا سجاد $25،000 قرعة المباريات الفردية والزوجية نسخة محفوظة 2013-06-09 على موقع واي باك مشين.                        | فيكتوريا كان 3–6، 7–5، 6–2                               | ليودميلا كيتشينوك                               | نوريا باريزاس دياز أندي دي فرومي           | زينيا كنول كارولينا بيلوت مارينا شامايكو أليس بالدوتشي                           |
| 15 يوليو 2013  | إيمولا، إيطاليا سجاد $25،000 قرعة المباريات الفردية والزوجية نسخة محفوظة 2013-06-09 على موقع واي باك مشين.                        | ليودميلا كيتشينوك يلينا أوستابينكو 6–4، 3–6، [10–3]      | كاثارينا لينيرت أليس ماتيوكسي                   | نوريا باريزاس دياز أندي دي فرومي           | زينيا كنول كارولينا بيلوت مارينا شامايكو أليس بالدوتشي                           |
| 15 يوليو 2013  | ووكينغ، المملكة المتحدة ملعب صلب $25،000 قرعة المباريات الفردية والزوجية نسخة محفوظة 2013-08-28 على موقع واي باك مشين.            | بيمرا أوزجن 3–6، 7–5، 7–6(12–10)                         | تارا مور                                        | ليزا ويبورن جوفانا ياكشيتش                 | مارتا سيروتكينا إيرينا بافلوفيتش جونري ناميجاتا ماري تاناكا                      |
| 15 يوليو 2013  | ووكينغ، المملكة المتحدة ملعب صلب $25،000 قرعة المباريات الفردية والزوجية نسخة محفوظة 2013-08-28 على موقع واي باك مشين.            | تارا مور مارتا سيروتكينا 4–6، 6–1، [10–7]                | كاناي هيسامي ماري تاناكا                        | ليزا ويبورن جوفانا ياكشيتش                 | مارتا سيروتكينا إيرينا بافلوفيتش جونري ناميجاتا ماري تاناكا                      |
| 15 يوليو 2013  | كنوك، بلجيكا ملعب ترابي $10،000 قرعة المباريات الفردية والزوجية                                                                   | غايا سانيسي 6–3، 6–3                                     | تيس سوجنو                                       | مارتينا كارغارو مانا أيكاوا                | نيكي فان دايك مارين بارتو مارجو برابانت ماغالي كيمبين                            |
| 15 يوليو 2013  | كنوك، بلجيكا ملعب ترابي $10،000 قرعة المباريات الفردية والزوجية                                                                   | مانا أيكاوا مونيك زوور 6–2، 4–6، [10–8]                  | إلكه ليمينس صوفي أوين                           | مارتينا كارغارو مانا أيكاوا                | نيكي فان دايك مارين بارتو مارجو برابانت ماغالي كيمبين                            |
| 15 يوليو 2013  | شرم الشيخ، مصر ملعب صلب $10،000 قرعة المباريات الفردية والزوجية                                                                   | جوليا بروزون 6–4، 6–1                                    | دانييل كونوتوبتسيفا                             | ألينا ميكيفا ديان هولاندز                  | إيكاترينا تريتياك إليني كوردولامي كريستي بوك إنديا ماجن                          |
| 15 يوليو 2013  | شرم الشيخ، مصر ملعب صلب $10،000 قرعة المباريات الفردية والزوجية                                                                   | لين كيرو ميار شريف 6–3، 6–2                              | ألينا ميكيفا آنا مورجينا                        | ألينا ميكيفا ديان هولاندز                  | إيكاترينا تريتياك إليني كوردولامي كريستي بوك إنديا ماجن                          |
| 15 يوليو 2013  | نيودلهي، الهند ملعب صلب $10،000 قرعة المباريات الفردية والزوجية                                                                   | أنكيتا رينا 6–4، 6–4                                     | كانيكا فايديا                                   | ناتاشا بالها ريشيكا سانكارا                | إيتي ماهيتا نيدهي تشيلومولا شويتا رانا شارمادا بالو                              |
| 15 يوليو 2013  | نيودلهي، الهند ملعب صلب $10،000 قرعة المباريات الفردية والزوجية                                                                   | شارمادا بالو سوجانيا بافيسيتي 6–2، 6–4                   | أنكيتا رينا شويتا رانا                          | ناتاشا بالها ريشيكا سانكارا                | إيتي ماهيتا نيدهي تشيلومولا شويتا رانا شارمادا بالو                              |
| 15 يوليو 2013  | بلد الوليد، إسبانيا ملعب صلب $10،000 قرعة المباريات الفردية والزوجية                                                              | أندريا لازارو غارسيا 6–3، 3–6، 6–0                       | كاميلا روزاتيلو                                 | تاتيانا بوا أولغا سايز لارّا                | جيسيكا بونشيه اينا شافنر ريرا ألكسندرا نانكارو جوزيفا آدم                        |
| 15 يوليو 2013  | بلد الوليد، إسبانيا ملعب صلب $10،000 قرعة المباريات الفردية والزوجية                                                              | روتوجا بسالي كاميلا روزاتيلو 6–4، 6–0                    | لوسيا سيرفيرا فازكيز كارولينا براتس ميلان       | تاتيانا بوا أولغا سايز لارّا                | جيسيكا بونشيه اينا شافنر ريرا ألكسندرا نانكارو جوزيفا آدم                        |
| 15 يوليو 2013  | إزمير، تركيا ملعب صلب $10،000 قرعة المباريات الفردية والزوجية                                                                     | زوزانا زلوخوفا 6–3، 3–6، 6–0                             | ميليس سيزر                                      | هوليا إيسين باشاك إرايدن                   | جاسمن ستاينهير كريستينا كازيموفا ستيفانا أندري فيرا بيسونوفا                     |
| 15 يوليو 2013  | إزمير، تركيا ملعب صلب $10،000 قرعة المباريات الفردية والزوجية                                                                     | باشاك إرايدن زوزانا زلوخوفا 6–1، 6–3                     | هوليا إيسين لوتفي ييسين                         | هوليا إيسين باشاك إرايدن                   | جاسمن ستاينهير كريستينا كازيموفا ستيفانا أندري فيرا بيسونوفا                     |
| 15 يوليو 2013  | إيفانسفيل، الولايات المتحدة ملعب صلب $10،000 قرعة المباريات الفردية والزوجية                                                      | إمينا بيكتاس 4–6، 6–4، 6–3                               | بروك أوستين                                     | ميشيل سامونز دينيس موريسان                 | كايل مكفيلبس لورين ألبانيز نيلا بينك أياكا أوكونو                                |
| 15 يوليو 2013  | إيفانسفيل، الولايات المتحدة ملعب صلب $10،000 قرعة المباريات الفردية والزوجية                                                      | إمينا بيكتاس بروك بوليندر 6–4، 6–4                       | دينيس موريسان جاكلين وو                         | ميشيل سامونز دينيس موريسان                 | كايل مكفيلبس لورين ألبانيز نيلا بينك أياكا أوكونو                                |
| 22 يوليو 2013  | كأس الرئيس آستانا، كازاخستان ملعب صلب $100،000 فردي – زوجي                                                                        | ناديا كيتشينوك 4–6، 5–7                                  | ماريا جواو كوهلر                                | أليز ليم لوكسيكا كومخوم                    | تشالا بويوكاكاتشاي نينا براتشيكوفا ألكسندرا بانوفا إيكاترينا بيشكوفا             |
| 22 يوليو 2013  | كأس الرئيس آستانا، كازاخستان ملعب صلب $100،000 فردي – زوجي                                                                        | ليودميلا كيتشينوك ناديا كيتشينوك 2–6، 2–6                | نينا براتشيكوفا فاليريا سولوفيفا                | أليز ليم لوكسيكا كومخوم                    | تشالا بويوكاكاتشاي نينا براتشيكوفا ألكسندرا بانوفا إيكاترينا بيشكوفا             |
| 22 يوليو 2013  | بطولة Fifth Third Bank للتنس ليكسينغتون، الولايات المتحدة ملعب صلب $50،000 فردي – زوجي                                            | شيلبي روجرز 4–6، 6–7(3–7)                                | جولي كوين                                       | كرامي نارا جوليا غلوشكو                    | ميساكي دوي نيشا ليرتبيتاكسينتشاي كاتالينا كاستانيو شانيل سيموندز                 |
| 22 يوليو 2013  | بطولة Fifth Third Bank للتنس ليكسينغتون، الولايات المتحدة ملعب صلب $50،000 فردي – زوجي                                            | نيشا ليرتبيتاكسينتشاي بينجتارن بليبويتش 6–7(5–7)، 3–6    | جوليا غلوشكو شانيل سيموندز                      | كرامي نارا جوليا غلوشكو                    | ميساكي دوي نيشا ليرتبيتاكسينتشاي كاتالينا كاستانيو شانيل سيموندز                 |
| 22 يوليو 2013  | وينيبيغ، كندا ملعب صلب $25،000 قرعة المباريات الفردية والزوجية نسخة محفوظة 2013-08-10 على موقع واي باك مشين.                      | جوانا كونتا 6–3، 6–1                                     | سامانثا موراي                                   | ريسا أوزاكي ناو هيبينو                     | ميهارو إيمانشي أكيكو أومي نايومي برودي أوليفيا روجوفسكا                          |
| 22 يوليو 2013  | وينيبيغ، كندا ملعب صلب $25،000 قرعة المباريات الفردية والزوجية نسخة محفوظة 2013-08-10 على موقع واي باك مشين.                      | هايدي الطباخ آلي كيك 6–4، 2–6، [10–8]                    | سامانثا موراي جيد ويندلي                        | ريسا أوزاكي ناو هيبينو                     | ميهارو إيمانشي أكيكو أومي نايومي برودي أوليفيا روجوفسكا                          |
| 22 يوليو 2013  | لي كونتامين-مونجوي، فرنسا ملعب صلب $25،000 قرعة المباريات الفردية والزوجية نسخة محفوظة 2013-06-09 على موقع واي باك مشين.          | كريستينا كوكوفا 7–5، 6–7(3–7)، 6–3                       | كلوتيلد دي برناردي                              | جوليا جاتو مونتيكوني زينيا كنول            | ديناه بفيزينماير أرانتشا بارا سانتونجا كارينا ويثوفت إستيل كاسينو                |
| 22 يوليو 2013  | لي كونتامين-مونجوي، فرنسا ملعب صلب $25،000 قرعة المباريات الفردية والزوجية نسخة محفوظة 2013-06-09 على موقع واي باك مشين.          | نيكول كليريكو نيكولا فرانكوفا 3–6، 7–6(7–5)، [10–8]      | فينيسا فورلانيتو أماندين هيس                    | جوليا جاتو مونتيكوني زينيا كنول            | ديناه بفيزينماير أرانتشا بارا سانتونجا كارينا ويثوفت إستيل كاسينو                |
| 22 يوليو 2013  | ريكسهام، المملكة المتحدة ملعب صلب $25،000 قرعة المباريات الفردية والزوجية نسخة محفوظة 2013-08-10 على موقع واي باك مشين.           | ديانا مارسنكفيتشا 5–7، 7–5، 6–2                          | جوفانا جاكشيتش                                  | أندي دي فرومي آنا بوغدان                   | كاترينا فانكوفا إيرينا بافلوفيتش أنيت كونتافيت بيمرا أوزجن                       |
| 22 يوليو 2013  | ريكسهام، المملكة المتحدة ملعب صلب $25،000 قرعة المباريات الفردية والزوجية نسخة محفوظة 2013-08-10 على موقع واي باك مشين.           | كاناي هيسامي ماري تاناكا 6–3، 7–6(7–2)                   | آنا سميث ميلاني ساوث                            | أندي دي فرومي آنا بوغدان                   | كاترينا فانكوفا إيرينا بافلوفيتش أنيت كونتافيت بيمرا أوزجن                       |
| 22 يوليو 2013  | باد فالتردورف، النمسا ملعب ترابي 10،000 دولار قرعة المباريات الفردية والزوجية                                                     | أدريان نا ليكاي 6–2، 6–4                                 | إيفون نويورث                                    | زوزانا لوكناروفا نيكولا فاجدوفا            | آنا كلاسن ليزا ماريا موزر لينكا جريكوفا شانتال شكاملوفا                          |
| 22 يوليو 2013  | باد فالتردورف، النمسا ملعب ترابي 10،000 دولار قرعة المباريات الفردية والزوجية                                                     | لينكا كونشيكوفا كارولينا ستوخلافا 6–4، 7–6(8–6)          | أدريان نا ليكاي كارلا بوبوفيتش                  | زوزانا لوكناروفا نيكولا فاجدوفا            | آنا كلاسن ليزا ماريا موزر لينكا جريكوفا شانتال شكاملوفا                          |
| 22 يوليو 2013  | مسيك، بلجيكا ملعب ترابي 10،000 دولار قرعة المباريات الفردية والزوجية                                                              | مانو أركانجيولي 6–2، 3–6، 7–5                            | جريتجي مينين                                    | ميرتل جورج ستيفي ديستلمنس                  | برنيس فان دي فيلد كاثارينا لينرت مارين بارتود ديمي شورس                          |
| 22 يوليو 2013  | مسيك، بلجيكا ملعب ترابي 10،000 دولار قرعة المباريات الفردية والزوجية                                                              | ديمي شورس إيفا واكانو 6–2، 4–6، [10–7]                   | برنيس فان دي فيلد كيلي فيرستيج                  | ميرتل جورج ستيفي ديستلمنس                  | برنيس فان دي فيلد كاثارينا لينرت مارين بارتود ديمي شورس                          |
| 22 يوليو 2013  | ساو جوزيه دوس كامبوس، البرازيل ملعب ترابي $10،000 قرعة المباريات الفردية والزوجية                                                 | مونتسيرات غونزاليس 6–3، 6–2                              | لورا بيجوسي                                     | باتريسيا كو فلوريس سولين أبيل              | ناتالي كوراتا غابرييلا سي دايانا نيجرانو إدواردا بياي                            |
| 22 يوليو 2013  | ساو جوزيه دوس كامبوس، البرازيل ملعب ترابي $10،000 قرعة المباريات الفردية والزوجية                                                 | فيكتوريا بوثيو دانييلا شيبيرس 7–5، 6–4                   | لورا بيجوسي كارولينا زيبالوس                    | باتريسيا كو فلوريس سولين أبيل              | ناتالي كوراتا غابرييلا سي دايانا نيجرانو إدواردا بياي                            |
| 22 يوليو 2013  | شرم الشيخ، مصر ملعب صلب $10،000 قرعة المباريات الفردية والزوجية                                                                   | آنا مورجينا 6–3، 6–2                                     | ليندا برينكوفيتش                                | زوزانا زلوخوفا سوزان سيليك                 | ديان هولاندز جوليا بروزوني ألينا ميخيفا دانييل كونوتوبتسيفا                      |
| 22 يوليو 2013  | شرم الشيخ، مصر ملعب صلب $10،000 قرعة المباريات الفردية والزوجية                                                                   | ميار شريف زوزانا زلوخوفا 7–5، 6–3                        | سوجانيا بافيستي ريشيكا سانكارا                  | زوزانا زلوخوفا سوزان سيليك                 | ديان هولاندز جوليا بروزوني ألينا ميخيفا دانييل كونوتوبتسيفا                      |
| 22 يوليو 2013  | تامبيري المفتوحة تامبيري، فنلندا ملعب ترابي $10،000 Singles – Doubles                                                             | كارين بربات 6–1، 7–6(7–5)                                | ليوبوف فاسيليفا                                 | ألينا تاراسوفا آنا كوفال                   | بولينا تشارنيك بياتريس سيديرمارك نينا تساندر أولكساندرا بيسكون                   |
| 22 يوليو 2013  | تامبيري المفتوحة تامبيري، فنلندا ملعب ترابي $10،000 Singles – Doubles                                                             | جوليا فاخاتشيك نينا تساندر 6–4، 6–4                      | إيما لين بيا سومالينين                          | ألينا تاراسوفا آنا كوفال                   | بولينا تشارنيك بياتريس سيديرمارك نينا تساندر أولكساندرا بيسكون                   |
| 22 يوليو 2013  | هورب أم نيكار، ألمانيا ملعب ترابي $10،000 قرعة المباريات الفردية والزوجية                                                         | كارولين دانيلز 7–5، 6–4                                  | سيندي برغر                                      | بترا كرجسوفا إيفا بريموراك                 | دومينيكا باتيروفا صوفيا كفاتسابايا هيلدا ميلاندر أولغا سايز لاررا                |
| 22 يوليو 2013  | هورب أم نيكار، ألمانيا ملعب ترابي $10،000 قرعة المباريات الفردية والزوجية                                                         | تاتيانا كوتيليكوفا هيلدا ميلاندر 6–3، 6–3                | كارولين دانيلز لورا شيدير                       | بترا كرجسوفا إيفا بريموراك                 | دومينيكا باتيروفا صوفيا كفاتسابايا هيلدا ميلاندر أولغا سايز لاررا                |
| 22 يوليو 2013  | ريميني، إيطاليا ملعب ترابي $10،000 قرعة المباريات الفردية والزوجية                                                                | أليس بالدوتشي 6–2، 6–1                                   | سابرينا سانتاماريا                              | جاسمين باوليني تياشا شريمبف                | آني أميراغيان كلوديا جيوفين ديسبينا باباميتشايل ستيفانيا روبيني                  |
| 22 يوليو 2013  | ريميني، إيطاليا ملعب ترابي $10،000 قرعة المباريات الفردية والزوجية                                                                | كايتلين كريستيان سابرينا سانتاماريا 6–2، 6–1             | جوليا جاسباري ليزا سابينو                       | جاسمين باوليني تياشا شريمبف                | آني أميراغيان كلوديا جيوفين ديسبينا باباميتشايل ستيفانيا روبيني                  |
| 22 يوليو 2013  | باليتش، صربيا ملعب ترابي $10،000 قرعة المباريات الفردية والزوجية                                                                  | ريكا لوكا ياني 6–0، 6–3                                  | ميلانا سبريمو                                   | مارينا كاشار باربارا كوتليسوفا             | كريستينا أدامسكو فيفيان يوهاتسوفا بوريسلافا بوتوشاروفا تيريزا ماليكوفا           |
| 22 يوليو 2013  | باليتش، صربيا ملعب ترابي $10،000 قرعة المباريات الفردية والزوجية                                                                  | فيفيان يوهاتسوفا تيريزا ماليكوفا 3–6، 6–4، [10–5]        | كاترينا أداموفيتش فلاديكا بابيتش                | مارينا كاشار باربارا كوتليسوفا             | كريستينا أدامسكو فيفيان يوهاتسوفا بوريسلافا بوتوشاروفا تيريزا ماليكوفا           |
| 22 يوليو 2013  | اسطنبول، تركيا ملعب صلب $10،000 قرعة المباريات الفردية والزوجية                                                                   | ميليس سيزر 6–2، 6–7(3–7)، 6–2                            | باشاك إرايدن                                    | أناستازيا فرولوفا أغني ستيفانو             | دونجا ستامنكوفيتش هيروكو كواتا أنيتا هوساريتش أيلا أكسو                          |
| 22 يوليو 2013  | اسطنبول، تركيا ملعب صلب $10،000 قرعة المباريات الفردية والزوجية                                                                   | ديا إفتيموفا ميليس سيزر 7–5، 6–3                         | كريستينا كازيموفا فلاديسلافا زانوسييينكو        | أناستازيا فرولوفا أغني ستيفانو             | دونجا ستامنكوفيتش هيروكو كواتا أنيتا هوساريتش أيلا أكسو                          |
| 22 يوليو 2013  | أوستن، الولايات المتحدة ملعب صلب $10،000 قرعة المباريات الفردية والزوجية                                                          | لورين ألبانيز 7–5، 5–7، 7–6(7–4)                         | إما برجيتش بوكو                                 | بياتريس كابرا بيغي بورتر                   | ميا كينغ آشلي موردوك ميو كاتو ألكساندرا سيركوني                                  |
| 22 يوليو 2013  | أوستن، الولايات المتحدة ملعب صلب $10،000 قرعة المباريات الفردية والزوجية                                                          | إما برجيتش بوكو بلير شانكل 6–1، 7–6(7–5)                 | راشيل ماي بيرسون ماديسون ويستبي                 | بياتريس كابرا بيغي بورتر                   | ميا كينغ آشلي موردوك ميو كاتو ألكساندرا سيركوني                                  |
| 29 يوليو، 2013 | Odlum Brown Vancouver Open فانكوفر، كندا ملعب صلب $100،000 فردي – زوجي                                                            | جوانا كونتا 6–4، 6–2                                     | شارون فيشمان                                    | كرامي نارا باربورا زاهلافوفا-ستريتسوفا     | مارينا زانيفسكا ستيفاني دوبوا آلا كودريافتسيفا كيميكو داتي كروم                  |
| 29 يوليو، 2013 | Odlum Brown Vancouver Open فانكوفر، كندا ملعب صلب $100،000 فردي – زوجي                                                            | شارون فيشمان مارينا زانيفسكا 6–2، 6–2                    | جاكلين كاكو ناتالي بلوسكوتا                     | كرامي نارا باربورا زاهلافوفا-ستريتسوفا     | مارينا زانيفسكا ستيفاني دوبوا آلا كودريافتسيفا كيميكو داتي كروم                  |
| 29 يوليو، 2013 | فيك كورت كب دونيتسك، أوكرانيا ملعب صلب $75،000 فردي – زوجي                                                                        | يلينا سفيتولينا 3–6، 6–2، 7–6(11–9)                      | تيميا بابوش                                     | ديناه بفيزينماير ماريا جواو كوهلر          | كاترينا كوزلوفا إيكاترينا بيشكوفا ألكسندرا كرونتش فالنتينا إيفاخنينكو            |
| 29 يوليو، 2013 | فيك كورت كب دونيتسك، أوكرانيا ملعب صلب $75،000 فردي – زوجي                                                                        | يوليا بيجيلزيمير ريناتا فوراكوفا 6–1، 6–4                | فيسنا دولونك ألكسندرا بانوفا                    | ديناه بفيزينماير ماريا جواو كوهلر          | كاترينا كوزلوفا إيكاترينا بيشكوفا ألكسندرا كرونتش فالنتينا إيفاخنينكو            |
| 29 يوليو، 2013 | باد زاولغاو، ألمانيا ملعب ترابي $25،000 قرعة المباريات الفردية والزوجية نسخة محفوظة 2013-06-09 على موقع واي باك مشين.             | ريكا-لوتسا ياني 7–6(7–4)، 6–3                            | باتريسيا ماير أخلايتنر                          | كارينا ويثوفت إيفون نويورث                 | دينيسا أليرتوفا ريتشل هوجينكامب كاترينا سينياكوفا باربورا كرجتشيكوفا             |
| 29 يوليو، 2013 | باد زاولغاو، ألمانيا ملعب ترابي $25،000 قرعة المباريات الفردية والزوجية نسخة محفوظة 2013-06-09 على موقع واي باك مشين.             | لورا-إيوانا أندريه إيلينا بوغدان 6–7(11–13)، 6–4، [10–8] | باربورا كرجتشيكوفا كاترينا سينياكوفا            | كارينا ويثوفت إيفون نويورث                 | دينيسا أليرتوفا ريتشل هوجينكامب كاترينا سينياكوفا باربورا كرجتشيكوفا             |
| 29 يوليو، 2013 | روفيريتو، إيطاليا ملعب ترابي $15،000 قرعة المباريات الفردية والزوجية                                                              | مارتينا كاريغارو 7–6(8–6)، 6–3                           | صوفيا كوفالتس                                   | ديسبينا باباميتشايل ناتاليا كوستيتش        | أليكس كولومبون أماندين هيس آني أميراغيان ستيفانيا روبيني                         |
| 29 يوليو، 2013 | روفيريتو، إيطاليا ملعب ترابي $15،000 قرعة المباريات الفردية والزوجية                                                              | مارتينا كاريغارو آنا فلوريس 3–6، 6–4، [10–6]             | أولغا يانتشوك شانتال شكاملوفا                   | ديسبينا باباميتشايل ناتاليا كوستيتش        | أليكس كولومبون أماندين هيس آني أميراغيان ستيفانيا روبيني                         |
| 29 يوليو، 2013 | لاباز، بوليفيا ملعب ترابي $10،000 قرعة المباريات الفردية والزوجية                                                                 | سيسيليا كوستا ميلغار 4–6، 6–1، 6–1                       | ماكارينا أوليفاريس لوبيز                        | ريجينا كلارك صوفيا لوني                    | غوادالوبي مورينو أناستاسيا نيفيدوفا إيفانيا مارتينيتش ستيفاني بيتي               |
| 29 يوليو، 2013 | لاباز، بوليفيا ملعب ترابي $10،000 قرعة المباريات الفردية والزوجية                                                                 | غوادالوبي مورينو فرانشيسكا ريسكالداني 6–2، 6–2           | سارا خيمينيز ستيفاني بيتي                       | ريجينا كلارك صوفيا لوني                    | غوادالوبي مورينو أناستاسيا نيفيدوفا إيفانيا مارتينيتش ستيفاني بيتي               |
| 29 يوليو، 2013 | ساو باولو تشالينجر دي تينيس ساو باولو، البرازيل ملعب ترابي $10،000 Singles – Doubles                                              | بيانكا بوتو 7–6(7–2)، 5–7، 6–2                           | غابرييلا سي                                     | فيكتوريا بوثيو ناثاليا روسي                | جابرييلا فيريرا سانابريا غوادالوبي بيريز روجاس آنا كلارا دوارتي كارولينا زيبالوس |
| 29 يوليو، 2013 | ساو باولو تشالينجر دي تينيس ساو باولو، البرازيل ملعب ترابي $10،000 Singles – Doubles                                              | لورا بيجوسي كارولينا زيبالوس 6–3، 6–4                    | ناثاليا روسي لويزا ستيفاني                      | فيكتوريا بوثيو ناثاليا روسي                | جابرييلا فيريرا سانابريا غوادالوبي بيريز روجاس آنا كلارا دوارتي كارولينا زيبالوس |
| 29 يوليو، 2013 | شرم الشيخ، مصر ملعب صلب $10،000 قرعة المباريات الفردية والزوجية                                                                   | نيكوليت فان أوترت 6–4، 5–7، 6–2                          | ليندا برينكوفيتش                                | جوليا بروتزوني لودميلا فاسيليفا            | بولين بايت أناستاسيا خارشينكو ديان هولاندز ميار شريف                             |
| 29 يوليو، 2013 | شرم الشيخ، مصر ملعب صلب $10،000 قرعة المباريات الفردية والزوجية                                                                   | ديان هولاندز أناستاسيا خارشينكو 3–6، 6–4، [10–8]         | كيم كيلسدونك نيكولي فان أوترت                   | جوليا بروتزوني لودميلا فاسيليفا            | بولين بايت أناستاسيا خارشينكو ديان هولاندز ميار شريف                             |
| 29 يوليو، 2013 | سافيتايبال، فنلندا ملعب ترابي $10،000 قرعة المباريات الفردية والزوجية                                                             | كارين باربات 7–5، 6–3                                    | أنتونينا ليساكوفا                               | بياتريس سيديرمارك أناستاسيا كوماردينا      | داريا ميرونوفا نعومي توتكا جوليا فاليتوفا إيما فلود                              |
| 29 يوليو، 2013 | سافيتايبال، فنلندا ملعب ترابي $10،000 قرعة المباريات الفردية والزوجية                                                             | إيما لين بيا سومالينين 6–4، 6–4                          | أناستاسيا كوماردينا أكفيل باراجينسكيت           | بياتريس سيديرمارك أناستاسيا كوماردينا      | داريا ميرونوفا نعومي توتكا جوليا فاليتوفا إيما فلود                              |
| 29 يوليو، 2013 | أستانا، كازاخستان ملعب صلب $10،000 قرعة المباريات الفردية والزوجية                                                                | كيسنيا كيريلوفا 6–4، 4–6، 6–1                            | آسيا دير                                        | يلينا نيمش يانا سيزيكوفا                   | يومي ناكانو فلادا إكشيباروفا إيوجينا باشكوفا ألكسندرا جرينشيشينا                 |
| 29 يوليو، 2013 | أستانا، كازاخستان ملعب صلب $10،000 قرعة المباريات الفردية والزوجية                                                                | فيرا بيسونوفا إيوجينا باشكوفا 3–6، 6–1، [12–10]          | مايا جافيروفا يلينا نيمش                        | يلينا نيمش يانا سيزيكوفا                   | يومي ناكانو فلادا إكشيباروفا إيوجينا باشكوفا ألكسندرا جرينشيشينا                 |
| 29 يوليو، 2013 | إزمير، تركيا ملعب صلب $10،000 قرعة المباريات الفردية والزوجية                                                                     | أنيت كونتافيت 3–6، 7–6(7–4)، 6–0                         | باشاك إرايدن                                    | ديا إفتيموفا إريكا تاكاو                   | بولينا ليكينا قالب:بيانات بلد تايبيه لي يا شيوان أناستازيا فرولوفا هيليا أسن     |
| 29 يوليو، 2013 | إزمير، تركيا ملعب صلب $10،000 قرعة المباريات الفردية والزوجية                                                                     | أنيت كونتافيت بولينا ليكينا 6–4، 7–5                     | هيليا أسن لطفيه أسن                             | ديا إفتيموفا إريكا تاكاو                   | بولينا ليكينا قالب:بيانات بلد تايبيه لي يا شيوان أناستازيا فرولوفا هيليا أسن     |
| 29 يوليو، 2013 | نوتنغهام، المملكة المتحدة ملعب صلب $10،000 قرعة المباريات الفردية والزوجية                                                        | ميابي إينو 7–6(7–5)، 6–2                                 | يوكا هيغوتشي                                    | لوسي براون كاناي هيسامي                    | بيبا هورن إيمي بوتل ميلاني ساوث أوسياني آدم                                      |
| 29 يوليو، 2013 | نوتنغهام، المملكة المتحدة ملعب صلب $10،000 قرعة المباريات الفردية والزوجية                                                        | آنا سميث ميلاني ساوث 6–4، 6–2                            | داينيكا بورثويك آنا فيتزباتريك                  | لوسي براون كاناي هيسامي                    | بيبا هورن إيمي بوتل ميلاني ساوث أوسياني آدم                                      |
| 29 يوليو، 2013 | فورت وورث، الولايات المتحدة ملعب صلب $10،000 قرعة المباريات الفردية والزوجية                                                      | لورين إمبري 3–6، 6–1، 3–1، انسحاب.                       | ميو كاتو                                        | كاثرين هاريسون لورين هيرنغ                 | فيرونيكا كورنينغ دانيل ميلز نادية إتشيفريا عالم إما برجيتش بوكو                  |
| 29 يوليو، 2013 | فورت وورث، الولايات المتحدة ملعب صلب $10،000 قرعة المباريات الفردية والزوجية                                                      | روكسان إليسون سييرا إليسون 6–3، 6–4                      | لورين هيرنغ ميا كينغ                            | كاثرين هاريسون لورين هيرنغ                 | فيرونيكا كورنينغ دانيل ميلز نادية إتشيفريا عالم إما برجيتش بوكو                  |

### أغسطس
| الأسبوع        | البطولة | الفائزات                                              | الوصيفات                                          | المتأهلات لنصف النهائي                  | المتأهلات لربع النهائي                                                           |
| -------------- | --- | ----------------------------------------------------- | ------------------------------------------------- | --------------------------------------- | -------------------------------------------------------------------------------- |
| 5 أغسطس، 2013  | كوكسايده، بلجيكا ملعب ترابي 25٬000 دولار قرعة المباريات الفردية والزوجية نسخة محفوظة 2013-08-09 على موقع واي باك مشين.    | ريتشل هوجينكامب 6–4، 6–1                              | إيرينا بافلوفيتش                                  | Lesley Kerkhove Cindy Burger            | تيريزا سميتكوفا Sofiya Kovalets بياتريس غارسيا فيداجاني Ankita Raina             |
| 5 أغسطس، 2013  | كوكسايده، بلجيكا ملعب ترابي 25٬000 دولار قرعة المباريات الفردية والزوجية نسخة محفوظة 2013-08-09 على موقع واي باك مشين.    | Magali Kempen Nicky Van Dyck 6–3، 7–6(7–3)            | ماري بينوا Kimberley Zimmermann                   | Lesley Kerkhove Cindy Burger            | تيريزا سميتكوفا Sofiya Kovalets بياتريس غارسيا فيداجاني Ankita Raina             |
| 5 أغسطس، 2013  | هشينغن، ألمانيا ملعب ترابي 25٬000 دولار قرعة المباريات الفردية والزوجية نسخة محفوظة 2013-08-09 على موقع واي باك مشين.     | كارينا ويثوفت 6–1، 6–4                                | لورا ثورب                                         | كاتارزينا كاوا آنه شيفر                 | أناستازيا جريمالسكا ألبرتا بريانتي ماشا زيك بشكيريتش جوليا جاتو مونتيكوني        |
| 5 أغسطس، 2013  | هشينغن، ألمانيا ملعب ترابي 25٬000 دولار قرعة المباريات الفردية والزوجية نسخة محفوظة 2013-08-09 على موقع واي باك مشين.     | باربورا كرجتشيكوفا كاترينا سينياكوفا 6–1، 6–4         | لورا-إيوانا أندريي لورا ثورب                      | كاتارزينا كاوا آنه شيفر                 | أناستازيا جريمالسكا ألبرتا بريانتي ماشا زيك بشكيريتش جوليا جاتو مونتيكوني        |
| 5 أغسطس، 2013  | موسكو، روسيا ملعب ترابي $25،000 قرعة المباريات الفردية والزوجية نسخة محفوظة 2013-09-28 على موقع واي باك مشين.             | أناستاسيا فاسيليفا 6–2، 6–3                           | داريا ميرونوفا                                    | ميييا كاتسيتادزي بولينا فينوغرادوفا     | مارينا ميلنيكوفا تمارا تشروفيتش فالنتينا إيفاخنينكو مارغريتا غاسباريان           |
| 5 أغسطس، 2013  | موسكو، روسيا ملعب ترابي $25،000 قرعة المباريات الفردية والزوجية نسخة محفوظة 2013-09-28 على موقع واي باك مشين.             | ألونا فومينا آنا شكودون 6–2، 7–5                      | ألبينا خابيبولينا أناستاسيا فاسيليفا              | ميييا كاتسيتادزي بولينا فينوغرادوفا     | مارينا ميلنيكوفا تمارا تشروفيتش فالنتينا إيفاخنينكو مارغريتا غاسباريان           |
| 5 أغسطس، 2013  | إزمير، تركيا ملعب صلب $25،000 قرعة المباريات الفردية والزوجية نسخة محفوظة 2013-08-09 على موقع واي باك مشين.               | آنا فرلجيتش 6–1، 6–3                                  | كاتارزينا بيتر                                    | دانكا كوفينتش تشياكي أوكاداوي           | ديناه بفيزينماير أندريا ميتو بولينا ليكينا تشالا بويوكاكاتشاي                    |
| 5 أغسطس، 2013  | إزمير، تركيا ملعب صلب $25،000 قرعة المباريات الفردية والزوجية نسخة محفوظة 2013-08-09 على موقع واي باك مشين.               | ألكسندرا كرونتش كاتارزينا بيتر 6–2، 6–2               | كريستي بوكـس أبيجيل غوثري                         | دانكا كوفينتش تشياكي أوكاداوي           | ديناه بفيزينماير أندريا ميتو بولينا ليكينا تشالا بويوكاكاتشاي                    |
| 5 أغسطس، 2013  | لاندسفيل، الولايات المتحدة ملعب صلب $25،000 قرعة المباريات الفردية والزوجية نسخة محفوظة 2013-08-12 على موقع واي باك مشين. | ماديسون برينجل 6–2، 6–0                               | أوليفيا روجوفسكا                                  | جنيفر إيلي روبن أندرسون                 | شاكو أوياما أجلا توملجانوفيتش جوانا كونتا تارا مور                               |
| 5 أغسطس، 2013  | لاندسفيل، الولايات المتحدة ملعب صلب $25،000 قرعة المباريات الفردية والزوجية نسخة محفوظة 2013-08-12 على موقع واي باك مشين. | مونيك أدامكزاك أوليفيا روجوفسكا 6–2، 6–3              | شانيل سيموندز إميلي ويبلي سميث                    | جنيفر إيلي روبن أندرسون                 | شاكو أوياما أجلا توملجانوفيتش جوانا كونتا تارا مور                               |
| 5 أغسطس، 2013  | فيينا، النمسا ملعب ترابي $10،000 قرعة المباريات الفردية والزوجية                                                          | بترا أوبرالوفا 4–6، 6–2، 6–2                          | كاترينا كرومبيروفا                                | إيزابيلا شنيكوفا ميكايلا بوشابوفا       | شانتال شكاملوفا ريبيكا سرامكوفا نيكولا فاجدوفا جانينا تولين                      |
| 5 أغسطس، 2013  | فيينا، النمسا ملعب ترابي $10،000 قرعة المباريات الفردية والزوجية                                                          | ميكايلا بوشابوفا ريبيكا سرامكوفا 7–5، 6–2             | هيروكو كواتا هيرونو واتانابي                      | إيزابيلا شنيكوفا ميكايلا بوشابوفا       | شانتال شكاملوفا ريبيكا سرامكوفا نيكولا فاجدوفا جانينا تولين                      |
| 5 أغسطس، 2013  | سانتا كروز، بوليفيا ملعب ترابي $10،000 قرعة المباريات الفردية والزوجية                                                    | جوادالوبي مورينو 6–0، 0–6، 6–2                        | غوادالوبي بيريز روجاس                             | سيسيليا كوستا ميلغار إيفانيا مارتينيتش  | أندريا كوخ بنفنوتو كاميلا جيانجريكو كامبيز ماكارينا أوليفاريس لوبيز ناتاليا روسي |
| 5 أغسطس، 2013  | سانتا كروز، بوليفيا ملعب ترابي $10،000 قرعة المباريات الفردية والزوجية                                                    | ماريا فرناندا ألفاريز تيران دانييلا رويز 7–5، 6–3     | سيسيليا كوستا ميلغار كاميلا جيانجريكو كامبيز      | سيسيليا كوستا ميلغار إيفانيا مارتينيتش  | أندريا كوخ بنفنوتو كاميلا جيانجريكو كامبيز ماكارينا أوليفاريس لوبيز ناتاليا روسي |
| 5 أغسطس، 2013  | شرم الشيخ، مصر ملعب صلب $10،000 قرعة المباريات الفردية والزوجية                                                           | سوجانيا بافيستي 6–1، 7–6(7–1)                         | أنستاسيا خارتشينكو                                | أليسيا كامبلوني ريشيكا سانكارا          | سارا أوتومانو ليندا برينكوفيتش جاي آو ديان هولاندز                               |
| 5 أغسطس، 2013  | شرم الشيخ، مصر ملعب صلب $10،000 قرعة المباريات الفردية والزوجية                                                           | كيم كيلسدونك نيكوليت فان أوترت 6–1، 6–0               | جاي آو إيكاترينا لافريكوفا                        | أليسيا كامبلوني ريشيكا سانكارا          | سارا أوتومانو ليندا برينكوفيتش جاي آو ديان هولاندز                               |
| 5 أغسطس، 2013  | أستانا، كازاخستان ملعب صلب 10،000 دولار قرعة المباريات الفردية والزوجية                                                   | يوجينيا باشكوفا 6–1، 6–1                              | أسيا دير                                          | يومي ناكانو مايا جافيروفا               | ألكسندرا جرينشيشينا داريا بريجينايا يوشيمي كاواساكي إيكاترينا كليوفا             |
| 5 أغسطس، 2013  | أستانا، كازاخستان ملعب صلب 10،000 دولار قرعة المباريات الفردية والزوجية                                                   | فيرا بيسونوفا يوجينيا باشكوفا 6–4، 3–6، [10–7]        | يوشيمي كاواساكي يومي ناكانو                       | يومي ناكانو مايا جافيروفا               | ألكسندرا جرينشيشينا داريا بريجينايا يوشيمي كاواساكي إيكاترينا كليوفا             |
| 5 أغسطس، 2013  | أراد، رومانيا ملعب ترابي 10،000 دولار قرعة المباريات الفردية والزوجية                                                     | أناستاسيا كوماردينا 6–3، 6–2                          | لينا جورشيسكا                                     | إيما ميكولتشيك إيوانا لوريدانا روسكا    | باتريسيا لانكرانجان نيكوليتا-كاتالينا داسكالو ليلا بارزو ستيفانا أندري           |
| 5 أغسطس، 2013  | أراد، رومانيا ملعب ترابي 10،000 دولار قرعة المباريات الفردية والزوجية                                                     | إيرينا ماريا بارا ديانا بوزيان 6–4، 6–3               | كريستينا أداميسكو آنا بيانكا ميهيلا               | إيما ميكولتشيك إيوانا لوريدانا روسكا    | باتريسيا لانكرانجان نيكوليتا-كاتالينا داسكالو ليلا بارزو ستيفانا أندري           |
| 5 أغسطس، 2013  | بيروت، صربيا ملعب ترابي $10،000 قرعة المباريات الفردية والزوجية                                                           | فالنتيني جراماتيكوبولو 6–1، 6–4                       | إيفا واكانو                                       | كاترينا أداموفيتش فلاديكا بابيتش        | بيا تشوك بوريسلافا بوتوشاروفا ميلانا سپريمو مارينا كاشار                         |
| 5 أغسطس، 2013  | بيروت، صربيا ملعب ترابي $10،000 قرعة المباريات الفردية والزوجية                                                           | كاترينا أداموفيتش فلاديكا بابيتش 6–0، 6–3             | بوريسلافا بوتوشاروفا آني فانجيلوفا                | كاترينا أداموفيتش فلاديكا بابيتش        | بيا تشوك بوريسلافا بوتوشاروفا ميلانا سپريمو مارينا كاشار                         |
| 12 أغسطس 2013  | Trofeul Popeci كرايوفا، رومانيا ملعب ترابي $50،000+H Singles – Doubles                                                    | كريستينا كوكوفا 7–5، 3–6، 4–6                         | ألبرتا بريانتي                                    | آنا كونجوه باتريسيا ماير أخلايتنر       | إستريلا كابيزا كانديلا بياتريس غارسيا فيداجاني كونستانس سيبيل كاتارزينا كاوا     |
| 12 أغسطس 2013  | Trofeul Popeci كرايوفا، رومانيا ملعب ترابي $50،000+H Singles – Doubles                                                    | أليس بالدوتشي كاتارزينا كاوا 3–6، 6–7(7–3)، [8–10]    | ديانا بوزيان كريستينا شاكوفيتس                    | آنا كونجوه باتريسيا ماير أخلايتنر       | إستريلا كابيزا كانديلا بياتريس غارسيا فيداجاني كونستانس سيبيل كاتارزينا كاوا     |
| 12 أغسطس 2013  | Kazan Summer Cup قازان، روسيا ملعب صلب $50،000 Singles – Doubles                                                          | ليودميلا كيتشينوك 2–6، 6–2، 2–6                       | فالنتينا إفاخنينكو                                | أناستاسيا فاسيليفا فيرونيكا كوديرميتوفا | يفجينيا رودينا فيرونيكا كابشاي مارينا ميلنيكوفا آنا دانيلينا                     |
| 12 أغسطس 2013  | Kazan Summer Cup قازان، روسيا ملعب صلب $50،000 Singles – Doubles                                                          | فيرونيكا كوديرميتوفا يفجينيا رودينا 7–5، 0–6، [8–10]  | ألكساندرا أرتامونوفا مارتينا بوريكا               | أناستاسيا فاسيليفا فيرونيكا كوديرميتوفا | يفجينيا رودينا فيرونيكا كابشاي مارينا ميلنيكوفا آنا دانيلينا                     |
| 12 أغسطس 2013  | وستنده، بلجيكا ملعب صلب $25،000 قرعة المباريات الفردية والزوجية                                                           | كاترينا سينياكوفا 1–6، 3–6                            | كاترينا فانكوفا                                   | جوليا جاتو مونتيكوني دينيسا أليرتوفا    | آنا لينا فريدسام أنكيتا راينا يساليني بونافنتور برناردا بيرا                     |
| 12 أغسطس 2013  | وستنده، بلجيكا ملعب صلب $25،000 قرعة المباريات الفردية والزوجية                                                           | تاتيانا بوا دانييلا سيغيل 6–3، 5–7، [11–9]            | أنطونيا لوتنير ديانا مارسنكفيتشا                  | جوليا جاتو مونتيكوني دينيسا أليرتوفا    | آنا لينا فريدسام أنكيتا راينا يساليني بونافنتور برناردا بيرا                     |
| 12 أغسطس 2013  | إنسبروك، النمسا ملعب ترابي $10،000 قرعة المباريات الفردية والزوجية                                                        | هيلدا ميلاندر 6–2، 6–3                                | تينا لوكاس                                        | Vivian Heisen Francesca Fusinato        | كاتيرينا كرابر بوفا بترا أوبيرالوفا إيفا بريموراك أنيتا حوساريتش                 |
| 12 أغسطس 2013  | إنسبروك، النمسا ملعب ترابي $10،000 قرعة المباريات الفردية والزوجية                                                        | لوسي براون هيلدا ميلاندر 3–6، 6–3، [10–7]             | ناستجا كولار بولونا ريبرشاك                       | Vivian Heisen Francesca Fusinato        | كاتيرينا كرابر بوفا بترا أوبيرالوفا إيفا بريموراك أنيتا حوساريتش                 |
| 12 أغسطس 2013  | برتشكو، البوسنة والهرسك ملعب ترابي $10،000 قرعة المباريات الفردية والزوجية                                                | ميلانا شبريمو 1–6، 7–5، 6–3                           | مارتينا كوبيشوفا                                  | كاترينا يوكيك ألكسندرا كارامانوليفا     | لينا جورشيسكا دونجا شنكيتش ناتاليا فيجدوفا تياشا شريمبف                          |
| 12 أغسطس 2013  | برتشكو، البوسنة والهرسك ملعب ترابي $10،000 قرعة المباريات الفردية والزوجية                                                | لينا جورشيسكا داليا زافيروفا 7–5، 6–1                 | كاترينا يوكيك نيكولينا يوفيك                      | كاترينا يوكيك ألكسندرا كارامانوليفا     | لينا جورشيسكا دونجا شنكيتش ناتاليا فيجدوفا تياشا شريمبف                          |
| 12 أغسطس 2013  | شرم الشيخ، مصر ملعب صلب $10،000 قرعة المباريات الفردية والزوجية                                                           | كلوثيلد دي برناردي 6–0، 6–1                           | أناستاسيا خارشينكو                                | بولين بايت إلكي ليميينس                 | يوريكو ميازاكي ميشيل ويربروك أليسا كامبلوني كسينيا دميترييفا                     |
| 12 أغسطس 2013  | شرم الشيخ، مصر ملعب صلب $10،000 قرعة المباريات الفردية والزوجية                                                           | إلكي ليميينس ليندا برينكوفيتش 6–0، 7–6(10–8)          | سوزان سيليك ساناي أوهتا                           | بولين بايت إلكي ليميينس                 | يوريكو ميازاكي ميشيل ويربروك أليسا كامبلوني كسينيا دميترييفا                     |
| 12 أغسطس 2013  | راتينغن، ألمانيا ملعب ترابي $10،000 قرعة المباريات الفردية والزوجية                                                       | جوليا واشتشازيك 6–3، 4–6، 6–4                         | تمارا كورباتش                                     | فرانتسيسكا كونيغ يوكو تاناكا            | بيانكا كوتش لوسيا سيرفيرا فاسكيز كارولين دانيلز تيشيا مودرغر                     |
| 12 أغسطس 2013  | راتينغن، ألمانيا ملعب ترابي $10،000 قرعة المباريات الفردية والزوجية                                                       | كارولين دانيلز آنا كلاسن 7–5، 6–2                     | بيرنيس فان دي فيلد كارولينا ولوداركزاك            | فرانتسيسكا كونيغ يوكو تاناكا            | بيانكا كوتش لوسيا سيرفيرا فاسكيز كارولين دانيلز تيشيا مودرغر                     |
| 12 أغسطس 2013  | لوكري، إيطاليا ملعب ترابي $10،000 قرعة المباريات الفردية والزوجية                                                         | جاسمين باوليني 6–1، 7–5                               | جايد سوفرين                                       | فيديريكا دي سارا كيلي فيرستيج           | كلوديا جيوفين جورجيا بينتو أليس ماتيوكسي ديسبينا باباميتشايل                     |
| 12 أغسطس 2013  | لوكري، إيطاليا ملعب ترابي $10،000 قرعة المباريات الفردية والزوجية                                                         | فيديريكا دي سارا ديسبينا باباميتشايل 6–3، 3–6، [10–4] | أليس ماتيوكسي كاميلا روزاتيلو                     | فيديريكا دي سارا كيلي فيرستيج           | كلوديا جيوفين جورجيا بينتو أليس ماتيوكسي ديسبينا باباميتشايل                     |
| 12 أغسطس 2013  | عشاق (مدينة)، تركيا ملعب صلب $10،000 قرعة المباريات الفردية والزوجية                                                      | هيروكو كواتا 7–6(7–3)، 6–2                            | ميكائيلا فريليكا                                  | ألكسندرا غرينيشينا يومي ميازاكي         | أنستاسيا شيستاكوفا صوفيكو كادجايا إيكاترينا كليويفا نيفيز باريتش                 |
| 12 أغسطس 2013  | عشاق (مدينة)، تركيا ملعب صلب $10،000 قرعة المباريات الفردية والزوجية                                                      | نيكول كولي ليا دو 6–3، 6–4                            | ميكائيلا فريليكا ستانيسلافا هروزنسكا              | ألكسندرا غرينيشينا يومي ميازاكي         | أنستاسيا شيستاكوفا صوفيكو كادجايا إيكاترينا كليويفا نيفيز باريتش                 |
| 19 أغسطس، 2013 | سانت بطرسبرغ، روسيا ملعب ترابي $25،000 قرعة المباريات الفردية والزوجية نسخة محفوظة 2013-08-09 على موقع واي باك مشين.      | بولينا فينوغرادوفا 6–4، 7–6(7–2)                      | صوفيا شاباتافا                                    | صوفيا كوفاليتس داريا ميرونوفا           | غانا بوزنيخيرينكو مارينا ميلنيكوفا لورا بيجوسي فالنتينا إيفاخنينكو               |
| 19 أغسطس، 2013 | سانت بطرسبرغ، روسيا ملعب ترابي $25،000 قرعة المباريات الفردية والزوجية نسخة محفوظة 2013-08-09 على موقع واي باك مشين.      | فيكتوريا كان غانا بوزنيخيرينكو 6–2، 6–0               | جوستينا ججيولكا نوبون ليرتشيواكارن                | صوفيا كوفاليتس داريا ميرونوفا           | غانا بوزنيخيرينكو مارينا ميلنيكوفا لورا بيجوسي فالنتينا إيفاخنينكو               |
| 19 أغسطس، 2013 | براونشفايغ (مدينة)، ألمانيا ملعب ترابي $15،000 قرعة المباريات الفردية والزوجية                                            | كريستينا بارويس 4–6، 6–2، 6–3                         | ميرتل جورج                                        | سينا هاس جايا سانيسي                    | ألِونا بولسوفا زادوينوف إينيس فيرير سواريز تيريزا ماليكوفا ليسان فان ريت          |
| 19 أغسطس، 2013 | براونشفايغ (مدينة)، ألمانيا ملعب ترابي $15،000 قرعة المباريات الفردية والزوجية                                            | كلوتيلد دي برناردي إيزابيلا شنيكوفا 3–6، 6–1، [10–8]  | تيريزا ماليكوفا تيريزا سميتكوفا                   | سينا هاس جايا سانيسي                    | ألِونا بولسوفا زادوينوف إينيس فيرير سواريز تيريزا ماليكوفا ليسان فان ريت          |
| 19 أغسطس، 2013 | سان لويس بوتوسي، المكسيك ملعب صلب $15،000 قرعة المباريات الفردية والزوجية                                                 | يلينا باندزيك 6–4، 6–4                                | آنا صوفيا سانشيز                                  | جنيفر إيلي مارسيلا زكرياس               | يولاندي ليكوك كارينا كريستينا فيرلان كيسي روبنسون كارولينا بيتانكورت             |
| 19 أغسطس، 2013 | سان لويس بوتوسي، المكسيك ملعب صلب $15،000 قرعة المباريات الفردية والزوجية                                                 | كارولينا بيتانكورت كاميلا فوينتيس 6–2، 6–3            | آنا صوفيا سانشيز مارسيلا زكرياس                   | جنيفر إيلي مارسيلا زكرياس               | يولاندي ليكوك كارينا كريستينا فيرلان كيسي روبنسون كارولينا بيتانكورت             |
| 19 أغسطس، 2013 | بيرتشاخ، النمسا ملعب ترابي $10،000 قرعة المباريات الفردية والزوجية                                                        | جويا باربييري 6–2، 6–3                                | ناستجا كولار                                      | ديانا شوموفا بولونا ريبرشاك             | جوليا سوساريلو بيا كونينغ إيفون نويورث تينا لوكاس                                |
| 19 أغسطس، 2013 | بيرتشاخ، النمسا ملعب ترابي $10،000 قرعة المباريات الفردية والزوجية                                                        | ناستجا كولار بولونا ريبرشاك 6–0، 2–6، [10–4]          | جويا باربييري جوليا سوساريلو                      | ديانا شوموفا بولونا ريبرشاك             | جوليا سوساريلو بيا كونينغ إيفون نويورث تينا لوكاس                                |
| 19 أغسطس، 2013 | وانفرسيه-باوليه، بلجيكا ملعب ترابي $10،000 قرعة المباريات الفردية والزوجية                                                | دينيز خازانيك 6–3، 7–6(8–6)                           | ألكسندرا كوراشفيلي                                | دانييلا سيغيل تاتيانا بوا               | كيمبيرلي زيمرمان أماندين هيس مانو أركانجيولي ماري بينوا                          |
| 19 أغسطس، 2013 | وانفرسيه-باوليه، بلجيكا ملعب ترابي $10،000 قرعة المباريات الفردية والزوجية                                                | تاتيانا بوا دانييلا سيغيل 6–4، 6–2                    | أماندين هيس دينيز خازانيك                         | دانييلا سيغيل تاتيانا بوا               | كيمبيرلي زيمرمان أماندين هيس مانو أركانجيولي ماري بينوا                          |
| 19 أغسطس، 2013 | براغ، جمهورية التشيك ملعب ترابي $10،000 قرعة المباريات الفردية والزوجية                                                   | ريكا-لوكا جاني 7–5، 6–1                               | زوزانا زلابسكا                                    | ساندرا زاهلافوفا كاترينا كرامبروفا      | بيرنيلا مينديسوفا لينكا جريكوفا إيفا روتاروفا ساندرا هونيجوفا                    |
| 19 أغسطس، 2013 | براغ، جمهورية التشيك ملعب ترابي $10،000 قرعة المباريات الفردية والزوجية                                                   | لينكا كونتشيكوفا كارولينا ستوتشلا 6–3، 7–5            | كريستينا هربالوفا ماري مايروفا                    | ساندرا زاهلافوفا كاترينا كرامبروفا      | بيرنيلا مينديسوفا لينكا جريكوفا إيفا روتاروفا ساندرا هونيجوفا                    |
| 19 أغسطس، 2013 | شرم الشيخ، مصر ملعب صلب $10،000 قرعة المباريات الفردية والزوجية                                                           | آنا مورجينا 6–3، 1–6، 7–6(7–2)                        | سوزان سيليك                                       | ألينا ميكيفا أنستازيا خارتشينكو         | فاليريا بروسپيري جوليا فاليتوفا جاي آو ليندا برينكوفيتش                          |
| 19 أغسطس، 2013 | شرم الشيخ، مصر ملعب صلب $10،000 قرعة المباريات الفردية والزوجية                                                           | نيكولا هوراكوفا جوليا فاليتوفا 3–6، 7–6(7–2)، [11–9]  | ماجي عزيز جاي آو                                  | ألينا ميكيفا أنستازيا خارتشينكو         | فاليريا بروسپيري جوليا فاليتوفا جاي آو ليندا برينكوفيتش                          |
| 19 أغسطس، 2013 | نيودلهي، الهند ملعب صلب $10،000 قرعة المباريات الفردية والزوجية                                                           | كاثرين آيب 6–3، 6–3                                   | شويتا رانا                                        | پرارثانا ثومبار ريشيكا سانكارا          | كيرين شلومو روشمي تشاكرافارتي بهوفانا كالڤا جوليا موريارتي                       |
| 19 أغسطس، 2013 | نيودلهي، الهند ملعب صلب $10،000 قرعة المباريات الفردية والزوجية                                                           | أكاري إينو پرارثانا ثومبار 6–1، 6–4                   | ماتيلدا هاملين شويتا رانا                         | پرارثانا ثومبار ريشيكا سانكارا          | كيرين شلومو روشمي تشاكرافارتي بهوفانا كالڤا جوليا موريارتي                       |
| 19 أغسطس، 2013 | أنسخديه، هولندا ملعب ترابي $10،000 قرعة المباريات الفردية والزوجية                                                        | تاييسيا مورديرجر 6–4، 6–7(3–7)، 6–2                   | نينا تساندر                                       | فاليريا بودا ليزا ماتفيينكو             | برناردا بيرا سفيتلانا بيراجينكا إيفا واكّانو بيانكا كوتش                          |
| 19 أغسطس، 2013 | أنسخديه، هولندا ملعب ترابي $10،000 قرعة المباريات الفردية والزوجية                                                        | برناردا بيرا سفيتلانا بيراجينكا 6–2، 6–1              | آنا كاتالينا ألزاتي إسمورزايفا روزالي فان دير هوك | فاليريا بودا ليزا ماتفيينكو             | برناردا بيرا سفيتلانا بيراجينكا إيفا واكّانو بيانكا كوتش                          |
| 19 أغسطس، 2013 | بوخارست، رومانيا ملعب ترابي $10،000 قرعة المباريات الفردية والزوجية                                                       | سيندي برغر 6–2، 6–3                                   | كريستينا أداميسكو                                 | باتريسيا ماريا تيغ لورا-إيونا أندريه    | ديا إفتيموفا رالوكا إلينا بلاتون إيرينا ماريا بارا أريبيلا فرنانديز رابنير       |
| 19 أغسطس، 2013 | بوخارست، رومانيا ملعب ترابي $10،000 قرعة المباريات الفردية والزوجية                                                       | إيرينا ماريا بارا إيوانا لوريدانا روسكا 6–4، 6–4      | رالوكا إلينا بلاتون باتريسيا ماريا تيغ            | باتريسيا ماريا تيغ لورا-إيونا أندريه    | ديا إفتيموفا رالوكا إلينا بلاتون إيرينا ماريا بارا أريبيلا فرنانديز رابنير       |
| 19 أغسطس، 2013 | إزمير، تركيا ملعب صلب $10،000 قرعة المباريات الفردية والزوجية                                                             | ايبك سويلو 7–5، 6–3                                   | غابرييلا فان دي غراف                              | سزابينا سزلافيكوفيكس ماريانا زاكارليوك  | كانامي تسوجي ناتاليا فيكليانتسيفا نيفيس باريتش أغني ستيفانو                      |
| 19 أغسطس، 2013 | إزمير، تركيا ملعب صلب $10،000 قرعة المباريات الفردية والزوجية                                                             | كريستينا كازيموفا كريستينا شاكوفيتس 6–4، 6–1          | ايبك سويلو جوليا ستاماطوفا                        | سزابينا سزلافيكوفيكس ماريانا زاكارليوك  | كانامي تسوجي ناتاليا فيكليانتسيفا نيفيس باريتش أغني ستيفانو                      |
| 26 أغسطس 2013  | Tatarstan Open قازان، روسيا ملعب صلب $50،000+H Singles – Doubles                                                          | آنا لينا فريدسام 6–2، 6–3                             | مارتا سيروتكينا                                   | ناديا كيتشينوك كاترينيا كوزلوفا         | تيريزا مارتينكوفا نوبون ليرتشيواكارن ليودميلا كيتشينوك كاترينا فانكوفا           |
| 26 أغسطس 2013  | Tatarstan Open قازان، روسيا ملعب صلب $50،000+H Singles – Doubles                                                          | فالنتينا إيفاخنينكو كاترينيا كوزلوفا 6–4، 6–1         | باشاك إرايدن فيرونيكا كابشاي                      | ناديا كيتشينوك كاترينيا كوزلوفا         | تيريزا مارتينكوفا نوبون ليرتشيواكارن ليودميلا كيتشينوك كاترينا فانكوفا           |
| 26 أغسطس 2013  | فلوروس، بلجيكا ملعب ترابي $25،000 قرعة المباريات الفردية والزوجية نسخة محفوظة 2013-08-12 على موقع واي باك مشين.           | أرانتشا روس 6–3، 6–2                                  | ديانا مارسنكفيتشا                                 | كريستينا كوكوفا إليتسا كوستوفا          | ليزلي كيرخوف دانييلا سيغيل جوليا جاتو مونتيكوني ميرتل جورج                       |
| 26 أغسطس 2013  | فلوروس، بلجيكا ملعب ترابي $25،000 قرعة المباريات الفردية والزوجية نسخة محفوظة 2013-08-12 على موقع واي باك مشين.           | إيرينا خروماتشيفا ديانا مارسنكفيتشا 6–4، 6–3          | غابرييلا سي دانييلا سيغيل                         | كريستينا كوكوفا إليتسا كوستوفا          | ليزلي كيرخوف دانييلا سيغيل جوليا جاتو مونتيكوني ميرتل جورج                       |
| 26 أغسطس 2013  | تسوكوبا، اليابان ملعب صلب $25،000 قرعة المباريات الفردية والزوجية                                                         | ناو هيبينو 6–4، 7–6(7–2)                              | إريكا سما                                         | ميو كاتو دوروتيجا إريتش                 | ريكو ساواياناگي يانغ زي تشاو دي هان نا لاي                                       |
| 26 أغسطس 2013  | تسوكوبا، اليابان ملعب صلب $25،000 قرعة المباريات الفردية والزوجية                                                         | تشان تشين وي شو ون هسين 6–2، 6–1                      | لي يا هسوان يومي ميازاكي                          | ميو كاتو دوروتيجا إريتش                 | ريكو ساواياناگي يانغ زي تشاو دي هان نا لاي                                       |
| 26 أغسطس 2013  | مامايا، رومانيا ملعب ترابي $25،000 قرعة المباريات الفردية والزوجية نسخة محفوظة 2013-08-09 على موقع واي باك مشين.          | كريستينا دينو 6–7(5–7)، 7–5، 6–0                      | سيندي بورغر                                       | ميلاني كلافنير أندي دي فرومي            | آنا بوغدان نيكول روتمان إينيس فيرير سواريز كلوتيلد دي برنارد                     |
| 26 أغسطس 2013  | مامايا، رومانيا ملعب ترابي $25،000 قرعة المباريات الفردية والزوجية نسخة محفوظة 2013-08-09 على موقع واي باك مشين.          | كاميلا كيريمباييفا كريستينا شاكوفيتس 6–3، 7–5         | ديانا بوزيان إينيس فيرير سواريز                   | ميلاني كلافنير أندي دي فرومي            | آنا بوغدان نيكول روتمان إينيس فيرير سواريز كلوتيلد دي برنارد                     |
| 26 أغسطس 2013  | شرم الشيخ، مصر ملعب صلب $10،000 قرعة المباريات الفردية والزوجية                                                           | فاطمة النبهاني 7–5، 6–3                               | يانا سيزيكوفا                                     | آنا مورجينا ألينا ميخييفا               | ديان هولاندز جوليا فاليتوفا أناستاسيا خارتشينكو غاي آو                           |
| 26 أغسطس 2013  | شرم الشيخ، مصر ملعب صلب $10،000 قرعة المباريات الفردية والزوجية                                                           | آنا مورجينا يانا سيزيكوفا 6–2، 6–4                    | نيكولا هوراكوفا جوليا فاليتوفا                    | آنا مورجينا ألينا ميخييفا               | ديان هولاندز جوليا فاليتوفا أناستاسيا خارتشينكو غاي آو                           |
| 26 أغسطس 2013  | نيودلهي، الهند ملعب صلب $10،000 قرعة المباريات الفردية والزوجية                                                           | بهوفانا كالفا 6–4، 7–5                                | أكاري إينو                                        | أنكيتا راينا ماتيلدا هاملين             | وانغ كيشاو ناتاشا بالها ماهيثا دادي ريدي ريشيكا سانكارا                          |
| 26 أغسطس 2013  | نيودلهي، الهند ملعب صلب $10،000 قرعة المباريات الفردية والزوجية                                                           | أكاري إينو لي هوا-تشين 6–0، 7–6(7–3)                  | ماتيلدا هاملين شويتا رانا                         | أنكيتا راينا ماتيلدا هاملين             | وانغ كيشاو ناتاشا بالها ماهيثا دادي ريدي ريشيكا سانكارا                          |
| 26 أغسطس 2013  | بانياتيكا، إيطاليا ملعب ترابي $10،000 قرعة المباريات الفردية والزوجية                                                     | جويا باربييري 6–3، 3–6، 6–1                           | آنه شيفر                                          | ألبرتا بريانتي أناستازيا جريمالسكا      | ماريا إلينا كاميرين آنا ريموندينا مارجاليتا تشاخناشفيلي زوزانا لوكناروفا         |
| 26 أغسطس 2013  | بانياتيكا، إيطاليا ملعب ترابي $10،000 قرعة المباريات الفردية والزوجية                                                     | كلوديا جيوفين أناستازيا جريمالسكا 6–3، 6–3            | سيلفيا موتشولا ناتاشا بيلودو                      | ألبرتا بريانتي أناستازيا جريمالسكا      | ماريا إلينا كاميرين آنا ريموندينا مارجاليتا تشاخناشفيلي زوزانا لوكناروفا         |
| 26 أغسطس 2013  | روتردام، هولندا ملعب ترابي $10،000 قرعة المباريات الفردية والزوجية                                                        | برناردا بيرا 1–6، 6–3، 7–5                            | أماندين هيس                                       | سفيتلانا بيرازينكا أولغا سايز لارا      | غابرييلا فان دي غراف جيني شبينز نينا تساندر كيلي فيرستيج                         |
| 26 أغسطس 2013  | روتردام، هولندا ملعب ترابي $10،000 قرعة المباريات الفردية والزوجية                                                        | أماندين هيس ديمي شورس 3–6، 7–5، [10–4]                | إلك ليمانس سفيتلانا بيرازينكا                     | سفيتلانا بيرازينكا أولغا سايز لارا      | غابرييلا فان دي غراف جيني شبينز نينا تساندر كيلي فيرستيج                         |
| 26 أغسطس 2013  | بلغراد، صربيا ملعب ترابي $10،000 قرعة المباريات الفردية والزوجية                                                          | تمارا تشروفيتش 6–4، 6–3                               | تيريزا ماليكوفا                                   | ديانا رادانوفيتش دونيا ستامنكوفيتش      | مارينا لازيتش بولونا ريبيرشاك فاندا لوكاش إيما ميكولشيك                          |
| 26 أغسطس 2013  | بلغراد، صربيا ملعب ترابي $10،000 قرعة المباريات الفردية والزوجية                                                          | إيما ميكولشيك ديانا رايكوفيتش 3–6، 6–3، [10–5]        | مارينا لازيتش إيما بوليتش                         | ديانا رادانوفيتش دونيا ستامنكوفيتش      | مارينا لازيتش بولونا ريبيرشاك فاندا لوكاش إيما ميكولشيك                          |
| 26 أغسطس 2013  | يونغوول، كوريا الجنوبية ملعب صلب $10،000 قرعة المباريات الفردية والزوجية                                                  | وانغ يافان 6–1، 6–4                                   | كيم سون-جونغ                                      | كانغ سيو كيونغ جانغ سو جونج             | يو مين هوا لي بي تشي تشوي جي هي ميتشيكا أوزيكي                                   |
| 26 أغسطس 2013  | يونغوول، كوريا الجنوبية ملعب صلب $10،000 قرعة المباريات الفردية والزوجية                                                  | كيم سون جونغ يو مين هوا 6–1، 7–5                      | كانغ سيو كيونغ كيم جي يونغ                        | كانغ سيو كيونغ جانغ سو جونج             | يو مين هوا لي بي تشي تشوي جي هي ميتشيكا أوزيكي                                   |
| 26 أغسطس 2013  | كازلانو، سويسرا ملعب ترابي $10،000 قرعة المباريات الفردية والزوجية                                                        | باربورا شتيفكوفا 6–3، 6–1                             | كيارا غريم                                        | سينا كيزر تايسيا مورديرغر               | ناتاليا سيدليزكا سميرة جيغر جيل بيلين تيشمان جوليا سوساريلو                      |
| 26 أغسطس 2013  | كازلانو، سويسرا ملعب ترابي $10،000 قرعة المباريات الفردية والزوجية                                                        | كيارا غريم جيل بيلين تيشمان 6–4، 4–6، [10–4]          | سارة أوتومان باربورا شتيفكوفا                     | سينا كيزر تايسيا مورديرغر               | ناتاليا سيدليزكا سميرة جيغر جيل بيلين تيشمان جوليا سوساريلو                      |
| 26 أغسطس 2013  | أنطاليا، تركيا ملعب صلب $10،000 قرعة المباريات الفردية والزوجية                                                           | فلاديسلافا زانوسييكو 7–5، 6–2                         | كارلا فورت                                        | زوزانا زلوخوفا نوريا باريزاس دياز       | نيفيس باريتش آني أميراغيان ميلاني ساوث جوليا ستاماتوفا                           |
| 26 أغسطس 2013  | أنطاليا، تركيا ملعب صلب $10،000 قرعة المباريات الفردية والزوجية                                                           | أندريا بينيتيز كارلا فورت 4–6، 6–3، [10–8]            | إيما لين ميلاني ساوث                              | زوزانا زلوخوفا نوريا باريزاس دياز       | نيفيس باريتش آني أميراغيان ميلاني ساوث جوليا ستاماتوفا                           |

### سبتمبر
| الأسبوع         | البطولة | الفائزات                                                    | الوصيفات                                 | المتأهلات لنصف النهائي                     | المتأهلات لربع النهائي                                                      |
| --------------- | --- | ----------------------------------------------------------- | ---------------------------------------- | ------------------------------------------ | --------------------------------------------------------------------------- |
| 2 سبتمبر، 2013  | كأس سيف ميستري، إيطاليا ملعب ترابي $50،000 فردي – زوجي | كلير فويرشتاين 6–1، 7–6(7–2)                                | ناستجا كولار                             | بياتريس غارسيا فيداجاني ستيفاني فوجت       | آنه شيفر باولا كانيا ديانا مارسنكفيتشا ديسبينا باباميتشايل                  |
| 2 سبتمبر، 2013  | كأس سيف ميستري، إيطاليا ملعب ترابي $50،000 فردي – زوجي | لورا ثورب ستيفاني فوجت 7–6(7–5)، 7–5                        | بترا كرجسوفا تيريزا سميتكوفا             | بياتريس غارسيا فيداجاني ستيفاني فوجت       | آنه شيفر باولا كانيا ديانا مارسنكفيتشا ديسبينا باباميتشايل                  |
| 2 سبتمبر، 2013  | كأس طرابزون (1) طربزون، تركيا ملعب صلب $50،000 فردي – زوجي | ألكسندرا كرونتش 1–6، 6–4، 6–3                               | ستيفاني فوريتز جاكون                     | أن صوفي ميستاتش سامانثا موراي              | ديناه بفيزينماير كريستينا بليسكوفا أندريا ميتو مارينا زانيفسكا              |
| 2 سبتمبر، 2013  | كأس طرابزون (1) طربزون، تركيا ملعب صلب $50،000 فردي – زوجي | يوليا بيجيلزيمير مارينا زانيفسكا 6–3، 6–1                   | ألونا فومينا كريستينا شاكوفيتس           | أن صوفي ميستاتش سامانثا موراي              | ديناه بفيزينماير كريستينا بليسكوفا أندريا ميتو مارينا زانيفسكا              |
| 2 سبتمبر، 2013  | نوتو، اليابان عشبي $25،000 قرعة المباريات الفردية والزوجية نسخة محفوظة 2013-08-20 على موقع واي باك مشين.                                                                          | دوروتيحا إريك 6–0، 6–3                                      | إري هوزمي                                | يو مي ماري تاناكا                          | كاناي هيسامي ميهارو إيمانيشي إريكا تاكاو تشيسا هوسونوما                     |
| 2 سبتمبر، 2013  | نوتو، اليابان عشبي $25،000 قرعة المباريات الفردية والزوجية نسخة محفوظة 2013-08-20 على موقع واي باك مشين.                                                                          | إري هوزمي ماكوتو نينوميا 6–4، 6–4                           | كازوسا إيتو يوكه موري                    | يو مي ماري تاناكا                          | كاناي هيسامي ميهارو إيمانيشي إريكا تاكاو تشيسا هوسونوما                     |
| 2 سبتمبر، 2013  | TEAN International ألفن آن دن راين، هولندا ملعب ترابي $25،000 فردي – زوجي | أرانتشا روس 4–6، 6–2، 6–2                                   | كارينا ويثوفت                            | ريتشل هوجينكامب ليسلي كيرخوف               | جوليا كوهين فيكتوريا غولوبيتش إيرينا بافلوفيتش إليتسا كوستوفا               |
| 2 سبتمبر، 2013  | TEAN International ألفن آن دن راين، هولندا ملعب ترابي $25،000 فردي – زوجي | سيندي برغر دانييلا سيغيل 6–4، 6–1                           | ديمي شورس إيفا واكانو                    | ريتشل هوجينكامب ليسلي كيرخوف               | جوليا كوهين فيكتوريا غولوبيتش إيرينا بافلوفيتش إليتسا كوستوفا               |
| 2 سبتمبر، 2013  | موسكو، روسيا ملعب ترابي $25،000 قرعة المباريات الفردية والزوجية نسخة محفوظة 2014-07-14 على موقع واي باك مشين.                                                                     | أناستاسيا فاسيليفا 6–2، 6–1                                 | يفجينيا رودينا                           | مارغاريتا جاسباريان صوفيا شاباتافا         | أولغا يانتشوك داريا ميرونوفا كاترينا فانكوفا ألينا تاراسوفا                 |
| 2 سبتمبر، 2013  | موسكو، روسيا ملعب ترابي $25،000 قرعة المباريات الفردية والزوجية نسخة محفوظة 2014-07-14 على موقع واي باك مشين.                                                                     | آنا شكودون أليونا سوتنيكوفا 6–3، 6–4                        | أولغا يانتشوك أنيت كونتافيت              | مارغاريتا جاسباريان صوفيا شاباتافا         | أولغا يانتشوك داريا ميرونوفا كاترينا فانكوفا ألينا تاراسوفا                 |
| 2 سبتمبر، 2013  | سراييفو، البوسنة والهرسك ملعب ترابي $15،000 قرعة المباريات الفردية والزوجية | لينا-ماري هوفمان 6–4، 6–2                                   | ليزا ماريا موزر                          | مارتينا كوبيتشكوفا فيفيان جوهازوفا         | ميلانا سبريمو أنتونلا سوشاك فرنشيسكا بالمجيانو تيريزا ماليكوفا              |
| 2 سبتمبر، 2013  | سراييفو، البوسنة والهرسك ملعب ترابي $15،000 قرعة المباريات الفردية والزوجية | فيفيان جوهازوفا تيريزا ماليكوفا 6–4، 6–1                    | أنيتا حوساريك ليزا ماريا موزر            | مارتينا كوبيتشكوفا فيفيان جوهازوفا         | ميلانا سبريمو أنتونلا سوشاك فرنشيسكا بالمجيانو تيريزا ماليكوفا              |
| 2 سبتمبر، 2013  | برلين، ألمانيا ملعب ترابي $15،000 قرعة المباريات الفردية والزوجية | ديانا شوموفا 6–3، 7–5                                       | يساليني بونافنتور                        | سينا هاس فاندا لوكاش                       | يسيكا ماليتشكوفا كاثينكا فون ديكمان أليونا بولسوفا زادوينوف شانتال شكاملوفا |
| 2 سبتمبر، 2013  | برلين، ألمانيا ملعب ترابي $15،000 قرعة المباريات الفردية والزوجية | يساليني بونافنتور كورنيليا ليستر 6–4، 3–6، [10–5]           | لينكا كونشيكوفا كارولينا ستوكلوك         | سينا هاس فاندا لوكاش                       | يسيكا ماليتشكوفا كاثينكا فون ديكمان أليونا بولسوفا زادوينوف شانتال شكاملوفا |
| 2 سبتمبر، 2013  | هوي (بلجيكا)، بلجيكا ملعب ترابي $10،000 قرعة المباريات الفردية والزوجية | ديبورا كيرفس 6–4، 6–4                                       | نينا تساندر                              | جيد شويلنك جوزيفا آدام                     | غريتجي مينن شتيفاني شتيمر ماريا بالهوتو هيلين شولتسين                       |
| 2 سبتمبر، 2013  | هوي (بلجيكا)، بلجيكا ملعب ترابي $10،000 قرعة المباريات الفردية والزوجية | فرانزيسكا كونيج كارولينا ولوداركزاك 6–2، 6–4                | جوليا ووشاتشيك نينا تساندر               | جيد شويلنك جوزيفا آدام                     | غريتجي مينن شتيفاني شتيمر ماريا بالهوتو هيلين شولتسين                       |
| 2 سبتمبر، 2013  | شرم الشيخ، مصر ملعب صلب $10،000 قرعة المباريات الفردية والزوجية | فاطمة النبهاني 6–4، 6–1                                     | آنا مورجينا                              | يانا سيزيكوفا غاي آو                       | آنا فيتزباتريك علا أبو ذكري إيكاترينا تريتياك ألينا ميخيفا                  |
| 2 سبتمبر، 2013  | شرم الشيخ، مصر ملعب صلب $10،000 قرعة المباريات الفردية والزوجية | آنا مورجينا يانا سيزيكوفا 6–7(4–7)، 6–1، [10–8]             | فاطمة النبهاني ألينا ميخيفا              | يانا سيزيكوفا غاي آو                       | آنا فيتزباتريك علا أبو ذكري إيكاترينا تريتياك ألينا ميخيفا                  |
| 2 سبتمبر، 2013  | بلغراد، صربيا ملعب ترابي $10،000 قرعة المباريات الفردية والزوجية | زينيا كنول 6–3، 6–3                                         | ناتاليا كوستيتش                          | كاميلا كيريمباييفا تمارا تشروفيتش          | فالنتيني جراماتيكوبولو إليزابيتا باور كاميليا هريستيا لينا جورشيسكا         |
| 2 سبتمبر، 2013  | بلغراد، صربيا ملعب ترابي $10،000 قرعة المباريات الفردية والزوجية | لينا جورشيسكا كاميليا هريستيا 6–0، 6–1                      | تمارا تشروفيتش زينيا كنول                | كاميلا كيريمباييفا تمارا تشروفيتش          | فالنتيني جراماتيكوبولو إليزابيتا باور كاميليا هريستيا لينا جورشيسكا         |
| 2 سبتمبر، 2013  | يونغول، كوريا الجنوبية ملعب صلب $10،000 قرعة المباريات الفردية والزوجية | وانغ يافان 2–6، 6–1، 6–2                                    | لي بي تشي                                | بينجتارن بليبويتش كيم سون-جونغ             | تشو لين لافينيا تانانتا أيو فاني دامايانتي لو جياجينغ                       |
| 2 سبتمبر، 2013  | يونغول، كوريا الجنوبية ملعب صلب $10،000 قرعة المباريات الفردية والزوجية | هونج سيونغ يون لي هاي-مين 5–7، 6–2، [10–5]                  | أيو فاني دامايانتي لافينيا تانانتا       | بينجتارن بليبويتش كيم سون-جونغ             | تشو لين لافينيا تانانتا أيو فاني دامايانتي لو جياجينغ                       |
| 2 سبتمبر، 2013  | أنطاليا، تركيا ملعب صلب $10،000 قرعة المباريات الفردية والزوجية | آنا بوغدان 6–0، 6–2                                         | مالين أولففيلدت                          | ميلاني ساوث لويس برونسكوغ                  | ديانا بوجولي أناستاسيا موخاميتوفا نوزومي فوجيوكا جوليا ستاماتوفا            |
| 2 سبتمبر، 2013  | أنطاليا، تركيا ملعب صلب $10،000 قرعة المباريات الفردية والزوجية | إيما لين ميلاني ساوث 6–4، 6–3                               | باتشارين تشيبشانديج تانابورن ثونجسينج    | ميلاني ساوث لويس برونسكوغ                  | ديانا بوجولي أناستاسيا موخاميتوفا نوزومي فوجيوكا جوليا ستاماتوفا            |
| 9 سبتمبر 2013   | ITF Women's Circuit – Sanya سانيا، الصين ملعب صلب $50،000 Singles – Doubles | كارولينا بلسكوفا 6–3، 6–4                                   | تشينغ سيساي                              | دوان ينغينغ Zhang Shuai                    | ميسا إجوشي فاراتشايا وونجتينتشاي زارينا دياز وانغ يافان                     |
| 9 سبتمبر 2013   | ITF Women's Circuit – Sanya سانيا، الصين ملعب صلب $50،000 Singles – Doubles | صن زيو Xu Shilin 7–6(5–7)، 3–6، [3–10]                      | يانغ زاوكسوان تشاو ييجنج                 | دوان ينغينغ Zhang Shuai                    | ميسا إجوشي فاراتشايا وونجتينتشاي زارينا دياز وانغ يافان                     |
| 9 سبتمبر 2013   | Trabzon Cup (2) طرابزون، تركيا ملعب صلب $50،000 Singles – Doubles | آنا لينا فريدسام 4–6، 3–6، 3–6                              | يوليا بيجيلزيمير                         | دليلا ياكوبوفيتش ألكسندرا كرونتش           | أوكسانا كالاشنيكوفا أن صوفي ميستاتش إيكاترينا بيشكوفا أندريا ميتو           |
| 9 سبتمبر 2013   | Trabzon Cup (2) طرابزون، تركيا ملعب صلب $50،000 Singles – Doubles | أوكسانا كالاشنيكوفا ألكسندرا كرونتش 6–2، 1–6                | آني أميراغيان دليلا ياكوبوفيتش           | دليلا ياكوبوفيتش ألكسندرا كرونتش           | أوكسانا كالاشنيكوفا أن صوفي ميستاتش إيكاترينا بيشكوفا أندريا ميتو           |
| 9 سبتمبر 2013   | Allianz Cup صوفيا، بلغاريا ملعب ترابي $25،000 قرعة المباريات الفردية والزوجية نسخة محفوظة 2014-10-26 على موقع واي باك مشين.                                                       | باتريسيا ماير أخلايتنر 6–2، 1–6، 3–6                        | كريستينا كوكوفا                          | آنه شيفر جويا باربييري                     | مارينا ميلنيكوفا هايدي الطباخ بياتريس غارسيا فيداجاني كريستينا دينو         |
| 9 سبتمبر 2013   | Allianz Cup صوفيا، بلغاريا ملعب ترابي $25،000 قرعة المباريات الفردية والزوجية نسخة محفوظة 2014-10-26 على موقع واي باك مشين.                                                       | ديا إفتيموفا فيكتوريا توموفا 6–4، 2–6، [10–6]               | بياتريس غارسيا فيداجاني ريكا-لوتسا ياني  | آنه شيفر جويا باربييري                     | مارينا ميلنيكوفا هايدي الطباخ بياتريس غارسيا فيداجاني كريستينا دينو         |
| 9 سبتمبر 2013   | مون دو مارسان، فرنسا ملعب ترابي 25،000 دولار قرعة المباريات الفردية والزوجية نسخة محفوظة 2013-09-07 على موقع واي باك مشين.                                                        | تيليانا بيريرا 6–1، 6–4                                     | بولين بارمنتييه                          | كيني ليسن أليز ليم                         | لورا ثورب ماريا إيروغيين ألبرتا بريانتي أماندين هيس                         |
| 9 سبتمبر 2013   | مون دو مارسان، فرنسا ملعب ترابي 25،000 دولار قرعة المباريات الفردية والزوجية نسخة محفوظة 2013-09-07 على موقع واي باك مشين.                                                        | سيسيليا كوستا ميلغار دانييلا سيغيل 6–4، 6–2                 | أليز ليم لورا ثورب                       | كيني ليسن أليز ليم                         | لورا ثورب ماريا إيروغيين ألبرتا بريانتي أماندين هيس                         |
| 9 سبتمبر 2013   | رويال كوب نل بي مونتينيغرو بودغوريتسا، مونتينيغرو ملعب ترابي 25،000 دولار قرعة المباريات الفردية والزوجية                                                                         | ستيفاني فوجت 6–4، 6–3                                       | أنيت كونتافيت                            | جوليا جاتو مونتيكوني جاسمينا تينجيتش       | أغنيس بوكاتا جوليا كوهين إيفون نويورث كارين مورجووفا                        |
| 9 سبتمبر 2013   | رويال كوب نل بي مونتينيغرو بودغوريتسا، مونتينيغرو ملعب ترابي 25،000 دولار قرعة المباريات الفردية والزوجية                                                                         | فلاجيكا بابيتش إيفا ميكوفيك 6–4، 6–7(1–7)، [10–5]           | كاتيرينا فانكوفا ماشا زيك بشكيريتش       | جوليا جاتو مونتيكوني جاسمينا تينجيتش       | أغنيس بوكاتا جوليا كوهين إيفون نويورث كارين مورجووفا                        |
| 9 سبتمبر 2013   | إنتشون، كوريا الجنوبية ملعب صلب $25،000 قرعة المباريات الفردية والزوجية نسخة محفوظة 2013-08-20 على موقع واي باك مشين.                                                             | إريكا سما 6–3، 6–4                                          | يوريكا سما                               | هان نا-لي كيم سو-جونغ                      | ميهارو إيمنشي يو مي شوي جي-هي لي يي را                                      |
| 9 سبتمبر 2013   | إنتشون، كوريا الجنوبية ملعب صلب $25،000 قرعة المباريات الفردية والزوجية نسخة محفوظة 2013-08-20 على موقع واي باك مشين.                                                             | ميكي ميامرا أكيكو أومي]] 6–4، 6–7(6–8)، [11–9]              | نيشا ليرتبيتاكسينتشاي بينجتارن بليبويتش  | هان نا-لي كيم سو-جونغ                      | ميهارو إيمنشي يو مي شوي جي-هي لي يي را                                      |
| 9 سبتمبر 2013   | ردينغ، الولايات المتحدة ملعب صلب $25،000 قرعة المباريات الفردية والزوجية | أدريانا بيريز 2–6، 6–2، 6–1                                 | روبن أندرسون                             | آلي كيك جوليا بوسوروب                      | أوليفيا روجوفسكا شانيل سيموندز كريستينا مكاروفا كسينيا بيرفاك               |
| 9 سبتمبر 2013   | ردينغ، الولايات المتحدة ملعب صلب $25،000 قرعة المباريات الفردية والزوجية | روبن أندرسون لورين إمبري 6–4، 5–7، [10–7]                   | جاكلين كاكو آلي كيك                      | آلي كيك جوليا بوسوروب                      | أوليفيا روجوفسكا شانيل سيموندز كريستينا مكاروفا كسينيا بيرفاك               |
| 9 سبتمبر 2013   | توومبا، أستراليا ملعب صلب $15،000 قرعة المباريات الفردية والزوجية | إيزابيلا هولاند 2–6، 7–6(8–6)، 6–3                          | زوزانا زلوشوفا                           | أوليفيا تجاندراموليا أزرا هاجيتش           | باميلا بويانوف يورينا كوشينو سالي بيرز إيلين بيريز                          |
| 9 سبتمبر 2013   | توومبا، أستراليا ملعب صلب $15،000 قرعة المباريات الفردية والزوجية | توموكو دوكيي يورينا كوشينو 6–2، 5–7، [10–7]                 | كاريس رايان زوزانا زلوشوفا               | أوليفيا تجاندراموليا أزرا هاجيتش           | باميلا بويانوف يورينا كوشينو سالي بيرز إيلين بيريز                          |
| 9 سبتمبر 2013   | تلمسان، الجزائر ملعب ترابي $10،000 قرعة المباريات الفردية والزوجية | إيناس إبو 6–1، 6–1                                          | أماندين كازو                             | ناتاشا بريدل ألينا فيسل                    | شويتا رانا ألكسندرا ريلي فيونا كودينو جوزفين بواليم                         |
| 9 سبتمبر 2013   | تلمسان، الجزائر ملعب ترابي $10،000 قرعة المباريات الفردية والزوجية | أماندين كازو ألينا فيسل 6–2، 7–5                            | شيفيكا بورمان شويتا رانا                 | ناتاشا بريدل ألينا فيسل                    | شويتا رانا ألكسندرا ريلي فيونا كودينو جوزفين بواليم                         |
| 9 سبتمبر 2013   | بوينس آيرس، الأرجنتين ملعب ترابي $10،000 قرعة المباريات الفردية والزوجية | فينيسا فورلانيتو 6–4، 6–4                                   | كارولينا زيبالوس                         | بيانكا بوتو فرناندا بريتو                  | كارلا بروزيسي أفيللا كارولينا كوستامانيا إديث أيلين مونزون صوفيا بلانكو     |
| 9 سبتمبر 2013   | بوينس آيرس، الأرجنتين ملعب ترابي $10،000 قرعة المباريات الفردية والزوجية | فلافيا جيماريش بوينو ستيفاني بيتيت 6–2، 6–4                 | فينيسا فورلانيتو كارولينا زيبالوس        | بيانكا بوتو فرناندا بريتو                  | كارلا بروزيسي أفيللا كارولينا كوستامانيا إديث أيلين مونزون صوفيا بلانكو     |
| 9 سبتمبر 2013   | كوريتيبا، البرازيل ملعب ترابي $10،000 قرعة المباريات الفردية والزوجية | آنا كلارا دوارتي 6–1، 6–4                                   | ناثالي كوراتا                            | ليتيسيا فيدال ناثاليا روسي                 | إدواردا بياي إيزابيلا كاباتو كامارجو سولين أبيل إفانيا مارتينيتش            |
| 9 سبتمبر 2013   | كوريتيبا، البرازيل ملعب ترابي $10،000 قرعة المباريات الفردية والزوجية | كارولينا ألفيس ليتيسيا فيدال 4–6، 6–4، [10–8]               | ماريا فيتوريا بيراوا آنا كلارا دوارتي    | ليتيسيا فيدال ناثاليا روسي                 | إدواردا بياي إيزابيلا كاباتو كامارجو سولين أبيل إفانيا مارتينيتش            |
| 9 سبتمبر 2013   | شرم الشيخ، مصر ملعب صلب $10،000 قرعة المباريات الفردية والزوجية | يانا سيزيكوفا 7–6(9–7)، 3–6، 7–5                            | برارثانا ثومبار                          | جاي آو ألينا ميخييفا                       | جوليا بروزوني يفجينيا سفينتسوفا آنا فيتزباتريك فرانسيسكا ستيفنسون           |
| 9 سبتمبر 2013   | شرم الشيخ، مصر ملعب صلب $10،000 قرعة المباريات الفردية والزوجية | جوليا بروزوني ألينا ميخييفا 4–6، 6–4، [10–4]                | علا أبو ذكري جاي آو                      | جاي آو ألينا ميخييفا                       | جوليا بروزوني يفجينيا سفينتسوفا آنا فيتزباتريك فرانسيسكا ستيفنسون           |
| 9 سبتمبر 2013   | ميتيليني، اليونان ملعب صلب $10،000 قرعة المباريات الفردية والزوجية | كلارتجي ليبينز 6–2، 6–1                                     | ماريا سكاري                              | آشلي ميردوك بياتريس سيديرمارك              | أنجيليكي كايري ماندي واجميكر أجني ستيفانو ليزا سابينو                       |
| 9 سبتمبر 2013   | ميتيليني، اليونان ملعب صلب $10،000 قرعة المباريات الفردية والزوجية | آشلي ميردوك إيفا راسكيفيتش 1–6، 6–2، [10–7]                 | لورا ديغمان ليزا سابينو                  | آشلي ميردوك بياتريس سيديرمارك              | أنجيليكي كايري ماندي واجميكر أجني ستيفانو ليزا سابينو                       |
| 9 سبتمبر 2013   | سانتا مارغيريتا دي بولا، إيطاليا ملعب ترابي $10،000 قرعة المباريات الفردية والزوجية                                                                                               | أليس ماتيوكسي 5–7، 6–2، 7–5                                 | كلوديا جيوفين                            | جاسمين باوليني فيديريكا أرسيدياكونو        | كويرين ليموين بيا كونينغ كيمبرلي زيمرمان جورجيا بريشيا                      |
| 9 سبتمبر 2013   | سانتا مارغيريتا دي بولا، إيطاليا ملعب ترابي $10،000 قرعة المباريات الفردية والزوجية                                                                                               | غيورغيا ماركيتي جاسمين باوليني 7–6(7–3)، 7–6(7–3)           | ألكسندرا نانكاروو لورا شيدير             | جاسمين باوليني فيديريكا أرسيدياكونو        | كويرين ليموين بيا كونينغ كيمبرلي زيمرمان جورجيا بريشيا                      |
| 9 سبتمبر 2013   | كيوتو، اليابان Carpet (indoor) $10،000 قرعة المباريات الفردية والزوجية | هيروكو كواتا 6–1، 6–2                                       | أكيكو يونيمورا                           | ميو كاتو ماكيهو كوزاوا                     | مايا واكوي إيمي موتاجوتشي هاياكا موراسي كاوري أونيشي                        |
| 9 سبتمبر 2013   | كيوتو، اليابان Carpet (indoor) $10،000 قرعة المباريات الفردية والزوجية | ميو كاتو هيروكو كواتا 6–4، 6–2                              | مانا أيوكاوا إيمي موتاجوتشي              | ميو كاتو ماكيهو كوزاوا                     | مايا واكوي إيمي موتاجوتشي هاياكا موراسي كاوري أونيشي                        |
| 9 سبتمبر 2013   | فرنياتشكا بانيا، صربيا ملعب ترابي $10،000 قرعة المباريات الفردية والزوجية | ريبيكا سرامكوفا 6–3، 6–2                                    | دونيا ستامنكوفيتش                        | مارينا لازيتش لينا جورتشيسكا               | بويانا مارينكوفيتش كاتارينا آداموفيتش نينا ستويانوفيتش إيما بولاك           |
| 9 سبتمبر 2013   | فرنياتشكا بانيا، صربيا ملعب ترابي $10،000 قرعة المباريات الفردية والزوجية | لينا جورتشيسكا بولينا ليكينا 6–4، 6–3                       | ريبيكا سرامكوفا ناتاليا فيجدوفا          | مارينا لازيتش لينا جورتشيسكا               | بويانا مارينكوفيتش كاتارينا آداموفيتش نينا ستويانوفيتش إيما بولاك           |
| 9 سبتمبر 2013   | لاردة، إسبانيا ملعب ترابي $10،000 قرعة المباريات الفردية والزوجية | أليونا بلسوفا زادوينوف 0–6، 6–3، 6–2                        | ميار شريف                                | أولغا سايز لارا لوسيا سيرفيرا فاسكيز       | ألينا تاراسوفا بولا بادوسا أندريا لازارو غارسيا أرابيلا فرنانديز رابنر      |
| 9 سبتمبر 2013   | لاردة، إسبانيا ملعب ترابي $10،000 قرعة المباريات الفردية والزوجية | أدريانا ليكاج ألينا تاراسوفا 6–3، 6–4                       | تاتيانا بوا لوسيا سيرفيرا فاسكيز         | أولغا سايز لارا لوسيا سيرفيرا فاسكيز       | ألينا تاراسوفا بولا بادوسا أندريا لازارو غارسيا أرابيلا فرنانديز رابنر      |
| 9 سبتمبر 2013   | أنطاليا، تركيا ملعب صلب $10،000 قرعة المباريات الفردية والزوجية | شانتال شكاملوفا 7–5، 6–3                                    | كاترينا كرامبروفا                        | ماريانا زاكارليوك نيكوليتا-كاطالينا داسكال | أولينا كيربوت ميشيل ويربروك ماتيلدا هاملين تانيابورن تونجسينج               |
| 9 سبتمبر 2013   | أنطاليا، تركيا ملعب صلب $10،000 قرعة المباريات الفردية والزوجية | ميكيلا فرليتشكا كاترينا كرامبروفا 6–3، 7–6(7–4)             | شانتال شكاملوفا مارليس سزوبر             | ماريانا زاكارليوك نيكوليتا-كاطالينا داسكال | أولينا كيربوت ميشيل ويربروك ماتيلدا هاملين تانيابورن تونجسينج               |
| 16 سبتمبر، 2013 | بطولة كولمان فيجين للتنس ألبوكيرك، الولايات المتحدة ملعب صلب $75،000 فردي – زوجي                                                                                                  | شيلبي روجرز 6–2، 6–3                                        | آنا تاتيشفيلي                            | أليسون ريسك شيه-يو هسو                     | كوكو فانديفي كريستينا بارويس بترا رامبري ساتشيا فيكري                       |
| 16 سبتمبر، 2013 | بطولة كولمان فيجين للتنس ألبوكيرك، الولايات المتحدة ملعب صلب $75،000 فردي – زوجي                                                                                                  | إيليني دانيليدو كوكو فانديفي 6–4، 7–6(7–2)                  | ميلاني أودين تايلور تاونسند              | أليسون ريسك شيه-يو هسو                     | كوكو فانديفي كريستينا بارويس بترا رامبري ساتشيا فيكري                       |
| 16 سبتمبر، 2013 | دوبريتش، بلغاريا ملعب ترابي $25،000 قرعة المباريات الفردية والزوجية نسخة محفوظة 2013-09-07 على موقع واي باك مشين.                                                                 | باتريسيا ماير أخلايتنر 1–6، 2–6                             | كريستينا دينو                            | جوليا كوهين هايدي الطباخ                   | كاترينا فانكوفا بوريسلافا بوتوشاروفا ديا إفتيموفا فيكتوريا توموفا           |
| 16 سبتمبر، 2013 | دوبريتش، بلغاريا ملعب ترابي $25،000 قرعة المباريات الفردية والزوجية نسخة محفوظة 2013-09-07 على موقع واي باك مشين.                                                                 | زينيا كنول تيودورا ميرسك 5–7، 6–7(7–5)                      | إيزابيلا شنيكوفا داليا زافيروفا          | جوليا كوهين هايدي الطباخ                   | كاترينا فانكوفا بوريسلافا بوتوشاروفا ديا إفتيموفا فيكتوريا توموفا           |
| 16 سبتمبر، 2013 | سان مالو، فرنسا ملعب ترابي $25،000 قرعة المباريات الفردية والزوجية نسخة محفوظة 2013-09-07 على موقع واي باك مشين.                                                                  | تيليانا بيريرا 2–6، 1–6                                     | بولين بارمنتييه                          | غايا سانيسي فلورنسيا مولينيرو              | ألبرتا بريانتي إيرينا رامياليسون أماندين هيس ستيفاني فوجت                   |
| 16 سبتمبر، 2013 | سان مالو، فرنسا ملعب ترابي $25،000 قرعة المباريات الفردية والزوجية نسخة محفوظة 2013-09-07 على موقع واي باك مشين.                                                                  | إليتسا كوستوفا فلورنسيا مولينيرو 2–6، 4–6                   | كاثينكا فون ديكمان نينا تساندر           | غايا سانيسي فلورنسيا مولينيرو              | ألبرتا بريانتي إيرينا رامياليسون أماندين هيس ستيفاني فوجت                   |
| 16 سبتمبر، 2013 | باطوم، جورجيا ملعب صلب $25،000 قرعة المباريات الفردية والزوجية نسخة محفوظة 2014-10-26 على موقع واي باك مشين.                                                                      | ألكسندرا بانوفا 4–6، 6–0، 5–7                               | كاتيرينا كوزلوفا                         | صوفيا شاباتافا أليكساندرا ساسنوفيتش        | دليلا ياكوبوفيتش إيرينا خروماتشيفا Valentyna Ivakhnenko كرمن إيلونا         |
| 16 سبتمبر، 2013 | باطوم، جورجيا ملعب صلب $25،000 قرعة المباريات الفردية والزوجية نسخة محفوظة 2014-10-26 على موقع واي باك مشين.                                                                      | Valentyna Ivakhnenko Kateryna Kozlova 6–0، 6–4              | Alona Fomina كريستينا شاكوفيتس           | صوفيا شاباتافا أليكساندرا ساسنوفيتش        | دليلا ياكوبوفيتش إيرينا خروماتشيفا Valentyna Ivakhnenko كرمن إيلونا         |
| 16 سبتمبر، 2013 | Aegon GB Pro-Series Shrewsbury شروزبري (المملكة المتحدة)، المملكة المتحدة ملعب صلب (indoor) $25،000 قرعة المباريات الفردية والزوجية نسخة محفوظة 2014-10-26 على موقع واي باك مشين. | أليسون فان يوتفانخ 7–5، 6–1                                 | مارتا سيروتكينا                          | Martina Borecká آنا فرلجيتش                | كلير فويرشتاين Lena-Marie Hofmann بيمرا أوزجن جولي كوين                     |
| 16 سبتمبر، 2013 | Aegon GB Pro-Series Shrewsbury شروزبري (المملكة المتحدة)، المملكة المتحدة ملعب صلب (indoor) $25،000 قرعة المباريات الفردية والزوجية نسخة محفوظة 2014-10-26 على موقع واي باك مشين. | تشالا بويوكاكاتشاي بيمرا أوزجن 4–6، 6–4، [10–8]             | Samantha Murray جيد ويندلي               | Martina Borecká آنا فرلجيتش                | كلير فويرشتاين Lena-Marie Hofmann بيمرا أوزجن جولي كوين                     |
| 16 سبتمبر، 2013 | كيرنز (ولاية كوينزلاند)، أستراليا ملعب صلب $15،000 قرعة المباريات الفردية والزوجية                                                                                                | أزرا هاجيتش 6–3، 3–6، 6–2                                   | جيسيكا مور                               | زوزانا زلوخوفا ديان هولاندز                | كيمبرلي بيريل ميو كاتو بريسيلا هون سالي بيرز                                |
| 16 سبتمبر، 2013 | كيرنز (ولاية كوينزلاند)، أستراليا ملعب صلب $15،000 قرعة المباريات الفردية والزوجية                                                                                                | إيزابيلا هولاند سالي بيرز 7–6(7–2)، 4–6، [10–7]             | ميو كاتو يورينا كوشينو                   | زوزانا زلوخوفا ديان هولاندز                | كيمبرلي بيريل ميو كاتو بريسيلا هون سالي بيرز                                |
| 16 سبتمبر، 2013 | الجزائر (مدينة)، الجزائر ملعب ترابي $10،000 قرعة المباريات الفردية والزوجية | شيرازاد بنامار 6–1، 3–6، 6–1                                | شويتا رانا                               | هارموني تان ألينا ويسل                     | أماندين كازو شفيكا بورمان كريستينا موروي ميا نيكول إكلوند                   |
| 16 سبتمبر، 2013 | الجزائر (مدينة)، الجزائر ملعب ترابي $10،000 قرعة المباريات الفردية والزوجية | شيرازاد بنامار أماندين كازو 6–0، 6–3                        | شفيكا بورمان شويتا رانا                  | هارموني تان ألينا ويسل                     | أماندين كازو شفيكا بورمان كريستينا موروي ميا نيكول إكلوند                   |
| 16 سبتمبر، 2013 | روساريو، الأرجنتين ملعب ترابي $10،000 قرعة المباريات الفردية والزوجية | فينيسا فورلانيتو 6–2، 6–1                                   | فرناندا بريتو                            | ڨيكتوريا بوثيو بيانكا بوتو                 | صوفيا لوني آنا مادكور كونستانزا ڨيگا صوفيا بلانكو                           |
| 16 سبتمبر، 2013 | روساريو، الأرجنتين ملعب ترابي $10،000 قرعة المباريات الفردية والزوجية | ڨينيسا فورلانيتو كارولينا زيبالوس 7–6(7–2)، 6–2             | صوفيا لوني غوادالوبي بيريز روجاس         | ڨيكتوريا بوثيو بيانكا بوتو                 | صوفيا لوني آنا مادكور كونستانزا ڨيگا صوفيا بلانكو                           |
| 16 سبتمبر، 2013 | شرم الشيخ، مصر ملعب صلب $10،000 قرعة المباريات الفردية والزوجية | جوليا ڨاليتوفا 6–7(5–7)، 7–5، 7–6(7–4)                      | جوليا بروزوني                            | برارثانا ثومبار علا أبو ذكري               | سامانثا باورز أناستاسيا شستاكوفا نيكولا هوراكوفا إريكا هيندسيل              |
| 16 سبتمبر، 2013 | شرم الشيخ، مصر ملعب صلب $10،000 قرعة المباريات الفردية والزوجية | برارثانا ثومبار جوليا ڨاليتوفا 6–1، 6–4                     | ڨيكتوريا بوجوسلوفسكايا يفجينيا سفينتسوفا | برارثانا ثومبار علا أبو ذكري               | سامانثا باورز أناستاسيا شستاكوفا نيكولا هوراكوفا إريكا هيندسيل              |
| 16 سبتمبر، 2013 | سانتا مارغريتا دي بولا، إيطاليا ملعب ترابي $10،000 قرعة المباريات الفردية والزوجية                                                                                                | جاد سوفراين 6–3، 3–6، 6–3                                   | لورا شيدر                                | تيس سوجنو جورجيا بريسيا                    | يوليانا ليزارازو سارا إتشيل بيا كونينغ كلوديا جيوفين                        |
| 16 سبتمبر، 2013 | سانتا مارغريتا دي بولا، إيطاليا ملعب ترابي $10،000 قرعة المباريات الفردية والزوجية                                                                                                | غابرييلا فان دي غراف كواريين ليموين 6–4، 6–7(12–10)، [10–3] | أغاتا بارانسكا بيا كونينغ                | تيس سوجنو جورجيا بريسيا                    | يوليانا ليزارازو سارا إتشيل بيا كونينغ كلوديا جيوفين                        |
| 16 سبتمبر، 2013 | بودفا، الجبل الأسود ملعب ترابي $10،000 قرعة المباريات الفردية والزوجية | إيفا ميكوفيتش 6–0، 1–6، 6–3                                 | كاتارينا جوكيتش                          | فلاديكا بابيتش جوليا ساموسيفا              | آنا بيانكا ميهيلا كارين مورغوشوفا ميلانا شبريمو إيما ميكولشيك               |
| 16 سبتمبر، 2013 | بودفا، الجبل الأسود ملعب ترابي $10،000 قرعة المباريات الفردية والزوجية | إيما ميكولشيك ديانا رايكوفيتش 6–2، 6–2                      | ديا هردجلاش آنا بيانكا ميهيلا            | فلاديكا بابيتش جوليا ساموسيفا              | آنا بيانكا ميهيلا كارين مورغوشوفا ميلانا شبريمو إيما ميكولشيك               |
| 16 سبتمبر، 2013 | أنطاليا، تركيا ملعب صلب $10،000 قرعة المباريات الفردية والزوجية | كسينيا ألكان 6–3، 6–1                                       | كارولين روميو                            | كاثارينا لينيرت هيرونو واتانابي            | مارليس زوبر تاناporn ثونغسينغ لويز برونسكوغ كارولينا بيلوت                  |
| 16 سبتمبر، 2013 | أنطاليا، تركيا ملعب صلب $10،000 قرعة المباريات الفردية والزوجية | دينيز خازانيوك كسينيا ألكان 6–7(7-5)، 7–6(3-7)، [10–8]      | كاثارينا لينيرت شانتال شكاملوفا          | كاثارينا لينيرت هيرونو واتانابي            | مارليس زوبر تاناporn ثونغسينغ لويز برونسكوغ كارولينا بيلوت                  |
| 23 سبتمبر، 2013 | تلاوي أوبن تلاوي، جورجيا ملعب ترابي $50،000 Singles – Doubles | ألكسندرا بانوفا 7–5، 6–1                                    | فيكتوريا كان                             | أندريا ميتو جانا بوزنيكهرينكو              | ناستجا كولار كرمن إيلونا ميسا إجوشي إيرينا خروماتشيفا                       |
| 23 سبتمبر، 2013 | تلاوي أوبن تلاوي، جورجيا ملعب ترابي $50،000 Singles – Doubles | ماريا إلينا كاميرين إنجا بريسلان 7–5، 6–2                   | آنا زيا ماشا زيك بشكيريتش                | أندريا ميتو جانا بوزنيكهرينكو              | ناستجا كولار كرمن إيلونا ميسا إجوشي إيرينا خروماتشيفا                       |
| 23 سبتمبر، 2013 | بارتي روك أوبن لاس فيغاس، الولايات المتحدة ملعب صلب $50،000 Singles – Doubles | ميلاني أودين 5–7، 6–3، 6–3                                  | كوكو فانديواغ                            | مايو هيبي آنا تاتيشفيلي                    | أجلا توملجانوفيتش شانيل سيموندز آلي كيك ماديسون برينجل                      |
| 23 سبتمبر، 2013 | بارتي روك أوبن لاس فيغاس، الولايات المتحدة ملعب صلب $50،000 Singles – Doubles | تاميرا باسيك كوكو فانديواغ 6–4، 6–2                         | دينيس موريشان كيتلين ووريسكي             | مايو هيبي آنا تاتيشفيلي                    | أجلا توملجانوفيتش شانيل سيموندز آلي كيك ماديسون برينجل                      |
| 23 سبتمبر، 2013 | كليرمون فيران، فرنسا ملعب صلب (indoor) $25،000 قرعة المباريات الفردية والزوجية نسخة محفوظة 2013-09-07 على موقع واي باك مشين.                                                      | جولي كوين 3–6، 6–1، 6–4                                     | دوروتيجا إريك                            | مارينا زانيفسكا كلير فويرشتاين             | نينا تساندر لوسي هراديكا جوليا جاتو مونتيكوني ميكايلا كرايتشيك              |
| 23 سبتمبر، 2013 | كليرمون فيران، فرنسا ملعب صلب (indoor) $25،000 قرعة المباريات الفردية والزوجية نسخة محفوظة 2013-09-07 على موقع واي باك مشين.                                                      | مارتا دوماتشوسكا ميكايلا كرايتشيك 5–7، 6–4، [10–8]          | مارغريتا غاسباريان أليونا سوتنيكوفا      | مارينا زانيفسكا كلير فويرشتاين             | نينا تساندر لوسي هراديكا جوليا جاتو مونتيكوني ميكايلا كرايتشيك              |
| 23 سبتمبر، 2013 | إشبيلية، إسبانيا ملعب ترابي $25،000 قرعة المباريات الفردية والزوجية نسخة محفوظة 2013-09-07 على موقع واي باك مشين.                                                                 | تيليانا بيريرا 7–6(7–5)، 6–3                                | فلورنسيا مولينيرو                        | أليز ليم أرانتشا روس                       | تيميا باشينسكي بياتريس غارسيا فيداجاني برناردا بيرا أناستازيا جريمالسكا     |
| 23 سبتمبر، 2013 | إشبيلية، إسبانيا ملعب ترابي $25،000 قرعة المباريات الفردية والزوجية نسخة محفوظة 2013-09-07 على موقع واي باك مشين.                                                                 | باولا كريستينا غونسالفيس فلورنسيا مولينيرو 6–3، 7–5         | سيسيليا كوستا ميلغار جايا سانيسي         | أليز ليم أرانتشا روس                       | تيميا باشينسكي بياتريس غارسيا فيداجاني برناردا بيرا أناستازيا جريمالسكا     |
| 23 سبتمبر، 2013 | Aegon Pro-Series Loughborough لوفبرا، المملكة المتحدة ملعب صلب (داخلي) $25،000 قرعة المباريات الفردية والزوجية نسخة محفوظة 2014-10-26 على موقع واي باك مشين.                      | آنا لينا فريدسام 6–3، 6–0                                   | أليسون فان يوتفانخ                       | فيكتوريا غولوبيتش تيريزا مارتينكوفا        | ديانا مارسنكفيتشا كاتيرينا كرامبيروفا كاتيرينا فانكوفا ريناتا فوراكوفا      |
| 23 سبتمبر، 2013 | Aegon Pro-Series Loughborough لوفبرا، المملكة المتحدة ملعب صلب (داخلي) $25،000 قرعة المباريات الفردية والزوجية نسخة محفوظة 2014-10-26 على موقع واي باك مشين.                      | تشالا بويوكاكاتشاي بيمرا أوزجن 6–2، 5–7، [10–6]             | ماجدا لينيت تيريزا سميتكوفا              | فيكتوريا غولوبيتش تيريزا مارتينكوفا        | ديانا مارسنكفيتشا كاتيرينا كرامبيروفا كاتيرينا فانكوفا ريناتا فوراكوفا      |
| 23 سبتمبر، 2013 | فرغانة تشالنجر فرغانة، أوزبكستان ملعب صلب 25،000 دولار فردي – زوجي | نيجينا أبدوريموفا 2–6، 6–1، 7–6(7–4)                        | أناستاسيا فاسيليفا                       | ليودميلا كيتشينوك فيرونيكا كابشاي          | باشاك إرايدن أنكيتا راينا إريكا تاكاو ماري تاناكا                           |
| 23 سبتمبر، 2013 | فرغانة تشالنجر فرغانة، أوزبكستان ملعب صلب 25،000 دولار فردي – زوجي | ليودميلا كيتشينوك بولينا بيخوفا 6–4، 6–2                    | ميكايلا أونتشوفا فيرونيكا كابشاي         | ليودميلا كيتشينوك فيرونيكا كابشاي          | باشاك إرايدن أنكيتا راينا إريكا تاكاو ماري تاناكا                           |
| 23 سبتمبر، 2013 | فارنا (بلغاريا) ملعب ترابي 10،000 دولار قرعة المباريات الفردية والزوجية | بوريسلافا بوتوشاروفا 6–4، 1–6، 7–6(7–2)                     | بيرنيلا مينديسوفا                        | ديا إفتيموفا رالوكا إيلينا بلاتون          | ديانا شوموفا ميكايلا بويف إلينا-تيودورا كادار هوليا إيسين                   |
| 23 سبتمبر، 2013 | فارنا (بلغاريا) ملعب ترابي 10،000 دولار قرعة المباريات الفردية والزوجية | رالوك إيلينا بلاتون إيفا واكانو 6–3، 6–4                    | ميكايلا بويف كاميليا هريستيا             | ديا إفتيموفا رالوكا إيلينا بلاتون          | ديانا شوموفا ميكايلا بويف إلينا-تيودورا كادار هوليا إيسين                   |
| 23 سبتمبر، 2013 | براغ، جمهورية التشيك ملعب ترابي $10،000 قرعة المباريات الفردية والزوجية | إيكاترينا ألكسندروفا 6–3، 3–6، 6–2                          | لينكا جريكوفا                            | ميكايلا بوشابوفا جيزيكا ماليتشكوفا         | دومينيكا باتيروفا نيكولا فيجدوفا ساندرا هونيجوفا تيريزا مليكوفا             |
| 23 سبتمبر، 2013 | براغ، جمهورية التشيك ملعب ترابي $10،000 قرعة المباريات الفردية والزوجية | جيزيكا ماليتشكوفا تيريزا مليكوفا 6–2، 6–2                   | جيل نورا إنجلمان إيفون نويورث            | ميكايلا بوشابوفا جيزيكا ماليتشكوفا         | دومينيكا باتيروفا نيكولا فيجدوفا ساندرا هونيجوفا تيريزا مليكوفا             |
| 23 سبتمبر، 2013 | شرم الشيخ، مصر ملعب صلب $10،000 قرعة المباريات الفردية والزوجية | ايبك سويلو 4–6، 6–0، 6–2                                    | جوليا بروزوني                            | ريشيكا سانكارا بريندا نجوك                 | فيكتوريا بوغوسلوفسكايا أناستاسيا شيستاكوفا لورا ديغمان إفجينيا سفينتسوفا    |
| 23 سبتمبر، 2013 | شرم الشيخ، مصر ملعب صلب $10،000 قرعة المباريات الفردية والزوجية | جوليا بروزون كارينا فينديتي 7–6(7–4)، 6–4                   | فيكتوريا بوغوسلوفسكايا إفجينيا سفينتسوفا | ريشيكا سانكارا بريندا نجوك                 | فيكتوريا بوغوسلوفسكايا أناستاسيا شيستاكوفا لورا ديغمان إفجينيا سفينتسوفا    |
| 23 سبتمبر، 2013 | ماراثون-أثينا، اليونان ملعب صلب $10،000 قرعة المباريات الفردية والزوجية | أمينات كوشخوفا 6–0، 7–5                                     | ماريا سكاري                              | فلادا إكشيبروفا جانينا تولين               | لي بي-تشي كاميللا روساتيلو فرنشيسكا بالمجانو أغني ستيفانو                   |
| 23 سبتمبر، 2013 | ماراثون-أثينا، اليونان ملعب صلب $10،000 قرعة المباريات الفردية والزوجية | كيرين شلومو ساراي ستيرينباخ 3–6، 6–1، [10–8]                | لي بي-تشي ماريا سكاري                    | فلادا إكشيبروفا جانينا تولين               | لي بي-تشي كاميللا روساتيلو فرنشيسكا بالمجانو أغني ستيفانو                   |
| 23 سبتمبر، 2013 | سانتا مارغريتا دي بولا، إيطاليا ملعب ترابي $10،000 قرعة المباريات الفردية والزوجية                                                                                                | أليس بالدوتشي 6–2، 6–4                                      | كلوديا جيوفين                            | ياسمين باوليني جايد سوفراين                | أناليزا بونا لورا شايدر كويرين ليموين فاندا لوكاش                           |
| 23 سبتمبر، 2013 | سانتا مارغريتا دي بولا، إيطاليا ملعب ترابي $10،000 قرعة المباريات الفردية والزوجية                                                                                                | كلوديا جيوفين أليس ماتيوكسي 1–6، 6–3، [10–5]                | كارولين دانيلز لورا شايدر                | ياسمين باوليني جايد سوفراين                | أناليزا بونا لورا شايدر كويرين ليموين فاندا لوكاش                           |
| 23 سبتمبر، 2013 | لامباريه، باراغواي، باراغواي ملعب ترابي $10،000 قرعة المباريات الفردية والزوجية                                                                                                   | مونتسيرات غونزاليس 6–2، 6–1                                 | لورين ألبانيز                            | فيكتوريا بوثيو إدواردا بياي                | غابرييلا فيريرا سانابريا ناثاليا روسي صوفيا بلانكو فرناندا بريتو            |
| 23 سبتمبر، 2013 | لامباريه، باراغواي، باراغواي ملعب ترابي $10،000 قرعة المباريات الفردية والزوجية                                                                                                   | كارلا بروزيسي أفيلا كارولينا زيبالوس 6–2، 7–5               | سارا خيمينيز مونتسيرات غونزاليس          | فيكتوريا بوثيو إدواردا بياي                | غابرييلا فيريرا سانابريا ناثاليا روسي صوفيا بلانكو فرناندا بريتو            |
| 23 سبتمبر، 2013 | المنستير، تونس ملعب صلب $10،000 قرعة المباريات الفردية والزوجية | ليندا برينكوفيتش 6–1، 6–4                                   | فيكتوريا مونتين                          | كارمن لوپز رويدا أليس سافورتي              | ميا نيكول إكلوند بيرنيس فان دي فيلدي لودميلا فاسيليفا كريستينا كازيموفا     |
| 23 سبتمبر، 2013 | المنستير، تونس ملعب صلب $10،000 قرعة المباريات الفردية والزوجية | ليندا برينكوفيتش بيرنيس فان دي فيلدي 6–2، 4–6، [10–7]       | كريستينا كازيموفا فارفارا كوزنيتسوفا     | كارمن لوپز رويدا أليس سافورتي              | ميا نيكول إكلوند بيرنيس فان دي فيلدي لودميلا فاسيليفا كريستينا كازيموفا     |
| 23 سبتمبر، 2013 | أنطاليا، تركيا ملعب ترابي $10،000 قرعة المباريات الفردية والزوجية | شيرازاد بنامار 6–7(1–7)، 6–1، 3–0، انسحاب                   | لينا-ماري هوفمان                         | إيرينا شيمانوفيتش شانتال شكاملوفا          | ألكسندرا زينوفكا كاثارينا لهنرت آنا كلاسِن سونيا لارسَن                       |
| 23 سبتمبر، 2013 | أنطاليا، تركيا ملعب ترابي $10،000 قرعة المباريات الفردية والزوجية | لينا-ماري هوفمان آنا كلاسِن 6–2، 6–2                         | كامونوين بويايم باربورا شتيفكوفا         | إيرينا شيمانوفيتش شانتال شكاملوفا          | ألكسندرا زينوفكا كاثارينا لهنرت آنا كلاسِن سونيا لارسَن                       |
| 23 سبتمبر، 2013 | جزيرة إميليا، الولايات المتحدة ملعب ترابي $10،000 قرعة المباريات الفردية والزوجية                                                                                                 | تورنادو أليسا بلاك 4–6، 6–0، 6–0                            | ألكسندرا مولر                            | ألكسندرا سيركون صوفي أوين                  | جوزي كولمان ماري نوريس إيمي سارجنت إيلي هالباور                             |
| 23 سبتمبر، 2013 | جزيرة إميليا، الولايات المتحدة ملعب ترابي $10،000 قرعة المباريات الفردية والزوجية                                                                                                 | ماريا فرناندا ألفيس ألكسندرا مولر 7–5، 6–3                  | روكسان إليسون سييرا إليسون               | ألكسندرا سيركون صوفي أوين                  | جوزي كولمان ماري نوريس إيمي سارجنت إيلي هالباور                             |
| 30 سبتمبر، 2013 | برث، أستراليا ملعب صلب $25،000 قرعة المباريات الفردية والزوجية نسخة محفوظة 2013-09-07 على موقع واي باك مشين.                                                                      | أرينا روديونوفا 7–5، 6–4                                    | إيرينا فالكوني                           | أوليفيا روجوفسكا ساتشي إيشيزو              | تامي باترسون يوريكا سما هيروكو كواتا فيكتوريا راجيسيك                       |
| 30 سبتمبر، 2013 | برث، أستراليا ملعب صلب $25،000 قرعة المباريات الفردية والزوجية نسخة محفوظة 2013-09-07 على موقع واي باك مشين.                                                                      | إريكا سما يوريكا سما 7–5، 6–1                               | مونيك أدامكزاك تامي باترسون              | أوليفيا روجوفسكا ساتشي إيشيزو              | تامي باترسون يوريكا سما هيروكو كواتا فيكتوريا راجيسيك                       |
| 30 سبتمبر، 2013 | بودابست، المجر ملعب ترابي $25،000 قرعة المباريات الفردية والزوجية نسخة محفوظة 2013-09-07 على موقع واي باك مشين.                                                                   | كاترينا سينياكوفا 3–6، 6–2، 6–1                             | ألبرتا بريانتي                           | ريبيكا سرامكوفا أناستازيا جريمالسكا        | آنا سافيتش مارينا كاتشار باولا كانيا تيميا باشينسكي                         |
| 30 سبتمبر، 2013 | بودابست، المجر ملعب ترابي $25،000 قرعة المباريات الفردية والزوجية نسخة محفوظة 2013-09-07 على موقع واي باك مشين.                                                                   | تيميا باشينسكي زينيا كنول 7–6(3–7)، 6–2                     | ريكا-لوكا ياني فيرونيكا كابشاي           | ريبيكا سرامكوفا أناستازيا جريمالسكا        | آنا سافيتش مارينا كاتشار باولا كانيا تيميا باشينسكي                         |
| 30 سبتمبر، 2013 | لا فال د'أويتشو، إسبانيا ملعب ترابي $25،000 قرعة المباريات الفردية والزوجية | أرانتشا روس 1–6، 1–6                                        | أليز ليم                                 | سارا سوريبس تورمو تيليانا بيريرا           | ألكساندرينا نايدينوفا بولا بادوسا ريبيكا بيترسون أماندا كاريراس             |
| 30 سبتمبر، 2013 | لا فال د'أويتشو، إسبانيا ملعب ترابي $25،000 قرعة المباريات الفردية والزوجية | فلورنسيا مولينيرو لورا ثورب 4–6، 1–6                        | Cindy Burger أرانتشا روس                 | سارا سوريبس تورمو تيليانا بيريرا           | ألكساندرينا نايدينوفا بولا بادوسا ريبيكا بيترسون أماندا كاريراس             |
| 30 سبتمبر، 2013 | Victoria، المكسيك ملعب صلب $15،000 قرعة المباريات الفردية والزوجية | Victoria Rodríguez 2–6، 6–4، 0–4، انسحاب.                   | آنا صوفيا سانشيز                         | شايه-يو هسو ماريا فرناندا ألفاريز تيران    | فرانسواز أبندا أندريا كوخ بنفنوتو سونيا مولنار إليزابيث فورنييه             |
| 30 سبتمبر، 2013 | Victoria، المكسيك ملعب صلب $15،000 قرعة المباريات الفردية والزوجية | ماريا فرناندا ألفاريز تيران ماريا إيروغيين 6–7(2–7)، 3–6    | شايه-يو هسو آنا صوفيا سانشيز             | شايه-يو هسو ماريا فرناندا ألفاريز تيران    | فرانسواز أبندا أندريا كوخ بنفنوتو سونيا مولنار إليزابيث فورنييه             |
| 30 سبتمبر، 2013 | ألبينا، بلغاريا ملعب ترابي $10،000 قرعة المباريات الفردية والزوجية | فيفيان زلاتانوفا 3–6، 6–3، 6–7(5–7)                         | بوريسلافا بوتوشاروفا                     | إيزابيلا شنيكوفا ديسيسلافا زلاتيفا         | ألكسندرا كارامانوليفا لينا جورشيسكا نيكول يوردانوفا داليا زافيروفا          |
| 30 سبتمبر، 2013 | ألبينا، بلغاريا ملعب ترابي $10،000 قرعة المباريات الفردية والزوجية | إيفا واكانو داليا زافيروفا 6–4، 2–6، [8–10]                 | لينا جورشيسكا كاميليا هريستيا            | إيزابيلا شنيكوفا ديسيسلافا زلاتيفا         | ألكسندرا كارامانوليفا لينا جورشيسكا نيكول يوردانوفا داليا زافيروفا          |
| 30 سبتمبر، 2013 | سوليني، كرواتيا ملعب ترابي $10،000 قرعة المباريات الفردية والزوجية | باربورا كرجتشيكوفا 2–6، 2–6                                 | تيريزا ماليكوفا                          | غابرييلا بانتوشكوفا بولونا ريبرشاك         | كاترينا يوكيك يانا فيت نينا هولانوفا بترا غرانيتش                           |
| 30 سبتمبر، 2013 | سوليني، كرواتيا ملعب ترابي $10،000 قرعة المباريات الفردية والزوجية | ديا هردجلاش باربارا كوتيلسوفا 7–6(7–4)، 6–3                 | غابرييلا بانتوشكوفا دومينيكا باتيروفا    | غابرييلا بانتوشكوفا بولونا ريبرشاك         | كاترينا يوكيك يانا فيت نينا هولانوفا بترا غرانيتش                           |
| 30 سبتمبر، 2013 | شرم الشيخ، مصر ملعب صلب $10،000 قرعة المباريات الفردية والزوجية | آنا مورجينا 6–3، 3–6، 7–5                                   | ايبك سويلو                               | هيلين بلوسكينا يانا سيزيكوفا               | سميرة جيغر لورا ديجمان ريشيكا سانكارا جوليا بروزوني                         |
| 30 سبتمبر، 2013 | شرم الشيخ، مصر ملعب صلب $10،000 قرعة المباريات الفردية والزوجية | آنا مورجينا يانا سيزيكوفا 6–2، 6–3                          | جوليا بروزوني كارينا فيندتي              | هيلين بلوسكينا يانا سيزيكوفا               | سميرة جيغر لورا ديجمان ريشيكا سانكارا جوليا بروزوني                         |
| 30 سبتمبر، 2013 | ماراثون-أثينا، اليونان ملعب صلب $10،000 قرعة المباريات الفردية والزوجية | بولينا ليكينا 5–7، 6–4، 6–3                                 | لي بي-تشي                                | نوريا باريزاس دياز لويزا ماري هوبر         | ليزا سابينو كيرين شلومو ناتاليا سيدليسكا بولينا تشارنيك                     |
| 30 سبتمبر، 2013 | ماراثون-أثينا، اليونان ملعب صلب $10،000 قرعة المباريات الفردية والزوجية | أمينات كوشخوفا بولينا ليكينا 7–5، 6–3                       | فرانتسيزكا كونيغ ليزا سابينو             | نوريا باريزاس دياز لويزا ماري هوبر         | ليزا سابينو كيرين شلومو ناتاليا سيدليسكا بولينا تشارنيك                     |
| 30 سبتمبر، 2013 | أسونسيون، باراغواي ملعب ترابي $10،000 قرعة المباريات الفردية والزوجية | بيانكا بوتو 6–7(6–8)، 6–2، 6–2                              | كارولينا زيبالوس                         | غابرييلا سي إدواردا بيآي                   | مونتسيرات غونزاليس كاميلا جيانجريكو كامبيز ناتالي كوراتا ناثاليا روسي       |
| 30 سبتمبر، 2013 | أسونسيون، باراغواي ملعب ترابي $10،000 قرعة المباريات الفردية والزوجية | كارلا بروزيزي أفيللا كارولينا زيبالوس 6–1، 6–3              | فيكتوريا بوثيو فرناندا بريتو             | غابرييلا سي إدواردا بيآي                   | مونتسيرات غونزاليس كاميلا جيانجريكو كامبيز ناتالي كوراتا ناثاليا روسي       |
| 30 سبتمبر، 2013 | منستير، تونس ملعب صلب $10،000 قرعة المباريات الفردية والزوجية | ماريا مارفوتينا 6–2، 6–2                                    | أرابيلا فيرنانديز رابنير                 | ليندا برينكوفيتش بيرنيس فان دي فيلدي       | ياسمين زهير فيكتوريا مونتين أليس سافوريتي ليودميلا فاسيليفا                 |
| 30 سبتمبر، 2013 | منستير، تونس ملعب صلب $10،000 قرعة المباريات الفردية والزوجية | ليندا برينكوفيتش بيرنيس فان دي فيلدي 6–2، 6–4               | ماريا مارفوتينا نينا ستادلر              | ليندا برينكوفيتش بيرنيس فان دي فيلدي       | ياسمين زهير فيكتوريا مونتين أليس سافوريتي ليودميلا فاسيليفا                 |
| 30 سبتمبر، 2013 | أنطاليا، تركيا ملعب ترابي $10،000 قرعة المباريات الفردية والزوجية | يوليا ساموسيفا 6–1، 6–0                                     | سوزان سيليك                              | سونيا لارسون زوزانا زالابسكا               | باتريشيا لانكرانجان ماري بينوا كاثارينا لينرت مونيك زور                     |
| 30 سبتمبر، 2013 | أنطاليا، تركيا ملعب ترابي $10،000 قرعة المباريات الفردية والزوجية | أولينا كيربوت جوليا ساموسيفا 4–6، 6–3، [10–3]               | إيرينا شيمانوفيتش الكسندرا زينوفكا       | سونيا لارسون زوزانا زالابسكا               | باتريشيا لانكرانجان ماري بينوا كاثارينا لينرت مونيك زور                     |
| 30 سبتمبر، 2013 | جزيرة هيلتون هيد، الولايات المتحدة ملعب ترابي $10،000 قرعة المباريات الفردية والزوجية                                                                                             | إيلي هالباور 7–6(7–5)، 7–5                                  | ألكسندرا مولر                            | ألريكك إيكري رافينا كينجسلي                | ماريا فرناندا ألفيس بيجي بورتر فرانشيسكا فوسيناتو مادي بوتهوف               |
| 30 سبتمبر، 2013 | جزيرة هيلتون هيد، الولايات المتحدة ملعب ترابي $10،000 قرعة المباريات الفردية والزوجية                                                                                             | ألكسندرا مولر جليان أونيل 6–4، 6–1                          | كريستي بوكس أبيجيل غوثري                 | ألريكك إيكري رافينا كينجسلي                | ماريا فرناندا ألفيس بيجي بورتر فرانشيسكا فوسيناتو مادي بوتهوف               |

## الروابط الخارجية
- "10،600 لاعبة، 1135 حدثًا: جولة الاتحاد الدولي لكرة المضرب العالمية للسيدات لعام 2023 بالأرقام". الاتحاد الدولي لكرة المضرب. اطلع عليه بتاريخ 2024-01-02.
- "أجندة جولة الاتحاد الدولي لكرة المضرب العالمية للسيدات". الاتحاد الدولي لكرة المضرب. اطلع عليه بتاريخ 2024-01-02.
- الاتحاد الدولي لكرة المضرب